# Tercera División B de Chile 2019
El Campeonato Nacional de Tercera División B 2019, también conocido como «Copa Diario La Cuarta Tercera División B 2019», correspondió a la 33.º edición de la quinta categoría del fútbol chileno, y que lo organiza la Asociación Nacional de Fútbol Amateur (ANFA). Comenzó el 22 de marzo del 2019.
Las novedades que presentó este torneo, fueron los regresos a la categoría de los clubes Escuela Macul (tras un año en 3.ª División A), y el club de Tomás Greig FC (tras 6 años de ausencia). Además de la inclusión y debut de 10 nuevos equipos, éstos fueron; Bellavista FC de La Florida, CEFF Copiapó, Corporación Lota, Deportes Pirque, Gol y Gol de Pedro Aguirre Cerda, La Pintana Unida, Lota Schwager de Coronel, Maipú Unidos, Nacimiento CDSC y Pumas FC de Melipilla.

## Sistema de campeonato

### Formato
Primera Fase: Los 36 clubes se alinean en 3 grupos con 12 clubes cada uno. Se juegan 2 ruedas, de 11 fechas cada una. Los 6 primeros de cada grupo acceden a la Segunda Fase de Ascenso; mientras que los 6 últimos son relegados a la Segunda Fase de Descenso.
Segunda Fase: Los 18 clasificados se ordenan en 3 grupos de 6 clubes cada uno, conservando el grupo donde se hallaban. Los 2 primeros de cada grupo, más los 2 mejores terceros, acceden a la Fase Final de Play-offs.
Mientras tanto, los 18 relegados también se ordenan en 3 grupos de 6 clubes cada uno, conservando el grupo donde se hallaban. El último de cada grupo, descenderá a su asociación de origen y queda desafiliado por una temporada.
Fase Final: Los 8 clasificados se emparejan en llaves, desde la fase de cuartos de final. Los equipos que lleguen a la final, ascenderán a la Tercera División A 2020. En tanto, los semifinalistas, jugarán la promoción ante los 2 últimos de la Tercera División A, en duelos de ida y vuelta. Los ganadores jugarán en la Tercera División A 2020.

### Sistema de Orden
El orden de clasificación de los equipos, se determinará en una tabla de cómputo general, de la siguiente manera:
- La mayor cantidad de puntos.

En caso de igualdad de puntos de dos o más equipos de un mismo grupo, para definir una clasificación, sea esta en cualquier fase, ascenso y descenso, se determinará de la siguiente forma:
- La mayor cantidad de partidos ganados.
- La mejor diferencia de goles.
- La mayor cantidad de goles marcados.
- La mayor cantidad de goles marcados como visita.
- El que hubiera acumulado mayor puntaje en los enfrentamientos que se efectuaron entre los clubes que se encuentran en la situación de igualdad.
- En caso de persistir la igualdad, se desarrollará un partido único en cancha neutral, determinada por la División (Art. 182 y 189 del Reglamento ANFA).

• En el campeonato se observará el sistema de puntos, de acuerdo a la reglamentación de la Internacional F.A. Board, asignándose tres puntos, al equipo que resulte ganador; un punto, a cada uno en caso de empate; y cero puntos al perdedor.

## Postulantes
En esta tabla se muestra a los equipos postulantes a la 33.a versión de la Tercera División B de Chile. El veredicto final se conoció el día 28 de diciembre de 2018, en la sede de la ANFA en Santiago.
| Equipo                  | Ciudad              | Región        |
| Zona Norte              | Zona Norte          | Zona Norte    |
| ----------------------- | ------------------- | ------------- |
| Municipal Alto Hospicio | Alto Hospicio       | Tarapacá      |
| Estrella del Norte      | Alto Hospicio       | Tarapacá      |
| Municipal Pozo Almonte  | Pozo Almonte        | Tarapacá      |
| Deportes Tocopilla      | Tocopilla           | Antofagasta   |
| CEFF Copiapó            | Copiapó             | Atacama       |
| Zona Centro             |                     |               |
| Litoral Central         | Cartagena           | Valparaíso    |
| Internacional           | Conchalí            | Metropolitana |
| Pumas                   | Melipilla           | Metropolitana |
| Deportes Pirque         | Pirque              | Metropolitana |
| Maipú Unidos            | Maipú               | Metropolitana |
| Goodyear                | Maipú               | Metropolitana |
| Deportivo Hirmas        | Renca               | Metropolitana |
| Municipal Quilicura     | Quilicura           | Metropolitana |
| La Pintana Unida        | La Pintana          | Metropolitana |
| PGM San Pedro           | San Pedro           | Metropolitana |
| Bellavista              | La Florida          | Metropolitana |
| Gol y Gol               | Pedro Aguirre Cerda | Metropolitana |
| Zona Sur                |                     |               |
| Deportes Rancagua       | Rancagua            | O'Higgins     |
| Academia Samuel Reyes   | Curicó              | Maule         |
| Nacimiento              | Nacimiento          | Biobío        |
| Deportes San Pedro      | San Pedro           | Biobío        |
| Lota Schwager           | Coronel             | Biobío        |
| Corporación Lota        | Lota                | Biobío        |
| Naval                   | Talcahuano          | Biobío        |

     Postulación Aceptada
     Aceptado, pero después descarto participación.
     Postulación Rechazada

## Relevos
| Pos  | a Tercera División A |
| ---- | -------------------- |
| 1.º  | Pilmahue             |
| 2.º  | Deportes Concepción  |
| Prom | Ferroviarios         |
| Prom | Unión Compañías      |

| Pos  | a Tercera División B |
| ---- | -------------------- |
| Prom | Tomás Greig F.C.     |
| Prom | Escuela de Macul     |

| Pos | a Tercera División B |
| --- | -------------------- |
| ?.º | Equipos Aceptados    |

| Pos  | a Asociación Municipal          |
| ---- | ------------------------------- |
| 5.º  | Juventud Salvador               |
| 9.º  | Luis Matte Larraín              |
| 9.º  | Quilicura Unido                 |
| 11.º | Deportes Lota                   |
| 11.º | Ferro Lampa                     |
| 12.º | Litoral Cartagena               |
| 12.º | Jireh FC                        |
| 12.º | Enfoque                         |
| -    | Goodyear (No alcanzó a debutar) |

## Información
| Equipo                             | Entrenador          | Estadio                  | Capacidad | Proveedor  | Auspiciador      |
| ---------------------------------- | ------------------- | ------------------------ | --------- | ---------- | ---------------- |
| CDSC Aguará                        | Nicolás del Río     | Parque Mahuida           | 400       | Sublisport |                  |
| Bellavista                         | Germán Moya         | Manutara                 | 100       | Ovación    | TonnyPizzeria    |
| Brisas del Maipo                   | Cristián Riveros    | Robert Kennedy           | 420       | Prime      | Brooks           |
| Buenos Aires                       | Néstor Zanatta      | Nelson Valenzuela        | 2.000     | Masitri    | Riego Chile      |
| Caupolicán                         | Christian Núñez     | Miguel Alarcón           | 1.500     | Magno      |                  |
| CEFF Copiapó                       | Michael Miranda     | Luis Valenzuela          | 8.000     | Donnely    | Ecogen           |
| Chimbarongo FC                     | Guillermo Pérez     | Municipal de Chimbarongo | 1.500     | OneFit     | Chimbarongo      |
| Comunal Cabrero CD                 | Juan Higueras       | Luis Figueroa            | 3.000     | Squadra    | Pullman Bus      |
| Corporación Lota                   | Mario Salgado       | Federico Schwager        | 4.500     | KS7        |                  |
| Cultural Maipú                     | Leonardo Pizarro    | Santiago Bueras          | 4.000     | Vasen      |                  |
| Curacaví FC                        | Rodrigo Parraguirre | Olímpico Cuyuncaví       | 1.500     | PaseGol    |                  |
| Deportes Pirque                    | Guillermo Sandoval  | Municipal de Pirque      | 1.000     | Training   |                  |
| Deportes Quillón                   | John Bustamante     | Complejo CQ              | 1.000     | Siker      |                  |
| Deportes Tomé                      | Roberto Muñoz       | Juan Rogelio             | 1.500     | Squadra    | Beach            |
| Deportivo La Granja                | Miguel Neira        | San Gregorio             | 360       | Luanvi     |                  |
| EFC Conchalí                       | Cristián Cofré      | Polideportivo Conchalí   | 1.000     | Training   |                  |
| Escuela de Macul                   | Marco Moscoso       | Población Santa Julia    | 200       | Dalponte   | Macul            |
| Ferroviarios                       | Luis Fredes         | Arturo Rojas             | 336       | KS7        | Fenabus          |
| Gasparín FC                        | Manuel Rodríguez    | Lo Blanco                | 1.000     | JFSports   | LunaExpress      |
| Gol y Gol                          | Juan Cisternas      | Municipal de PAC         | 1.350     | Ovación    | Herbo            |
| La Pintana Unida                   | Arnaldo Jara        | Municipal de La Pintana  | 5.000     | JEZ        |                  |
| Lota Schwager                      | Jorge Hurtado       | Bernardino Luna          | 1.000     | KS7        |                  |
| Maipú Unidos                       | Lalo Valenzuela     | Santiago Bueras          | 3.402     | Training   | Rotary Club      |
| Municipal Lampa                    | Pablo Galdames      | Municipal de Lampa       | 1.500     | Four       |                  |
| CSD Ovalle                         | Leonardo Canales    | Diaguita                 | 5.160     | Simonky    | Cable-Color      |
| Nacimiento CDSC                    | Ricardo Viveros     | Municipal de Nacimiento  | 1.200     | Squadra    |                  |
| Provincial Talagante               | Cristián Mora       | Lucas Pacheco            | 2.883     | NewLife    | Santa Marta      |
| Provincial Ranco                   | Jaime Barrientos    | Carlos Vogel             | 4.000     | Squadra    |                  |
| Pudahuel Barrancas                 | Juan Alfaro         | Modelo                   | 1.500     | Mitre      |                  |
| Pumas FC                           | Claudio Quintiliani | Roberto Bravo            | 6.500     | NewLife    |                  |
| Quintero Unido                     | Juan Pinnola        | Raúl Vargas Verdejo      | 2.500     | Nike       |                  |
| República Independiente de Hualqui | Edgardo Abdala      | Municipal de Hualqui     | 1.200     | Magno      | San Agustín      |
| Rodelindo Román                    | Rodolfo Madrid      | Arturo Vidal             | 3.500     | Brival     | Chikool          |
| San Bernardo Unido                 | Nelson Cossio       | Luis Navarro Avilés      | 3.500     | Fulza      | Carnes Doña Cata |
| Tomás Greig FC                     | John Greig          | Guillermo Saavedra       | 2.000     | Andrómeda  | Essbio           |
| Tricolor Municipal                 | Nelson Fuentes      | Municipal de Paine       | 2.500     | Andrómeda  |                  |
| Unión Casablanca                   | Cristián Arriagada  | Arturo Echazarreta       | 1.672     | Casablanca |                  |
| Unión Compañías                    | Ricardo Rojas       | Juan Soldado             | 500       | KS7        | Autoshopping     |

## Fase I

### Grupo 1
| Pos. | Equipo                | Pts. | PJ | G  | E | P  | GF | GC | Dif. |  |
| ---- | --------------------- | ---- | -- | -- | - | -- | -- | -- | ---- |  |
| 1    | Municipal Lampa       | 43   | 22 | 13 | 4 | 5  | 71 | 41 | +30  |  |
| 2    | Quintero Unido        | 42   | 22 | 13 | 4 | 5  | 47 | 32 | +15  |  |
| 3    | CSD Ovalle            | 40   | 22 | 12 | 4 | 6  | 58 | 26 | +32  |  |
| 4    | Cultural Maipú        | 39   | 22 | 12 | 3 | 7  | 39 | 30 | +9   |  |
| 5    | Escuela de Macul      | 37   | 22 | 11 | 4 | 7  | 46 | 41 | +5   |  |
| 6    | CEFF Copiapó          | 34   | 22 | 10 | 4 | 8  | 46 | 56 | −10  |  |
| 7    | EFC Conchalí          | 33   | 22 | 10 | 3 | 9  | 43 | 34 | +9   |  |
| 8    | Unión Casablanca      | 29   | 22 | 8  | 5 | 9  | 34 | 35 | −1   |  |
| 9    | Curacaví FC           | 26   | 22 | 6  | 8 | 8  | 26 | 32 | −6   |  |
| 10   | CDSC Aguará           | 24   | 22 | 6  | 6 | 10 | 18 | 24 | −6   |  |
| 11   | Maipú Unidos          | 14   | 22 | 4  | 2 | 16 | 30 | 61 | −31  |  |
| 12   | Bellavista La Florida | 9    | 22 | 2  | 3 | 17 | 18 | 64 | −46  |  |

 Fuente: ANFA
Notas:
1. ↑  Resta de un punto.

     Acceden a la Fase II Ascenso.
     Acceden a la Fase II Permanencia.

#### Resultados del Grupo 1
| Unión Casablanca | 2 - 1 | Maipú Unidos          | Arturo Echazarreta                 | 22 de marzo | 20:00 |
| Conchalí         | 1 - 2 | Aguará                | Complejo Conchalí                  | 22 de marzo | 21:30 |
| Cultural Maipú   | 1 - 2 | CEFF Copiapó          | Santiago Bueras                    | 23 de marzo | 17:00 |
| Curacaví         | 1 - 0 | Bellavista La Florida | Cancha Santa Blanca                | 23 de marzo | 18:00 |
| CSD Ovalle       | 3 - 4 | Quintero Unido        | Estadio Diaguita                   | 24 de marzo | 16:00 |
| Escuela Macul    | 3 - 3 | Municipal Lampa       | Complejo Deportivo Santa Julia N°2 | 24 de marzo | 17:00 |

| Municipal Lampa       | 1 - 3 | Quintero Unido   | Municipal de Lampa                 | 30 de marzo | 11:30 |
| Maipú Unidos          | 1 - 3 | Cultural Maipú   | Santiago Bueras                    | 30 de marzo | 17:00 |
| Aguará                | 0 - 3 | CSD Ovalle       | Municipal de La Reina              | 31 de marzo | 12:00 |
| CEFF Copiapó          | 4 - 1 | Curacaví         | Luis Valenzuela Hermosilla         | 31 de marzo | 15:00 |
| Bellavista La Florida | 1 - 3 | Conchalí         | Good Year                          | 31 de marzo | 15:30 |
| Escuela Macul         | 3 - 0 | Unión Casablanca | Complejo Deportivo Santa Julia N°2 | 31 de marzo | 17:00 |

| Municipal Lampa | 6 - 2 | Unión Casablanca      | Municipal de Lampa            | 6 de abril | 11:30 |
| Cultural Maipú  | 2 - 2 | Escuela Macul         | Santiago Bueras               | 6 de abril | 17:00 |
| Quintero Unido  | 0 - 0 | CDSC Aguará           | Municipal Raúl Vargas Verdejo | 6 de abril | 18:00 |
| Curacaví        | 1 - 0 | Maipú Unidos          | Cancha Santa Blanca           | 6 de abril | 18:00 |
| CSD Ovalle      | 6 - 0 | Bellavista La Florida | Diaguita                      | 7 de abril | 12:00 |
| Conchalí        | 1 - 5 | CEFF Copiapó          | Complejo Conchalí             | 7 de abril | 15:00 |

| Municipal Lampa       | 1 - 2 | CDSC Aguará    | Estrella Solitaria                 | 14 de abril |  |
| Unión Casablanca      | 3 - 0 | Cultural Maipú | Municipal de Casablanca            | 14 de abril |  |
| Bellavista La Florida | 2 - 2 | Quintero Unido | Good Year                          | 14 de abril |  |
| CEFF Copiapó          | 3 - 3 | CSD Ovalle     | Luis Valenzuela Hermosilla         | 14 de abril |  |
| Maipú Unidos          | 0 - 4 | Conchalí       | Santiago Bueras                    | 14 de abril |  |
| Escuela Macul         | 1 - 1 | Curacaví       | Complejo Deportivo Santa Julia N°2 | 14 de abril |  |

| CDSC Aguará    | 1 - 0  | Bellavista La Florida | Talinay                       | 21 de abril |  |
| Quintero Unido | 2 - 0  | CEFF Copiapó          | Municipal Raúl Vargas Verdejo | 21 de abril |  |
| CSD Ovalle     | 10 - 0 | Maipú Unidos          | Diaguita                      | 21 de abril |  |
| Conchalí       | 5 - 3  | Escuela Macul         | Complejo Conchalí             | 21 de abril |  |
| Curacaví       | 0 - 0  | Unión Casablanca      | Cancha Santa Blanca           | 21 de abril |  |
| Cultural Maipú | 2 - 2  | Municipal Lampa       | Santiago Bueras               | 21 de abril |  |

| Union Casablanca | 1 - 3 | Conchali              | Arturo Echazarreta                 | 28 de abril |  |
| Municipal Lampa  | 3 - 0 | Bellavista La Florida | Municipal de Lampa                 | 28 de abril |  |
| Cultural Maipú   | 3 - 2 | Curacaví FC           | Santiago Bueras                    | 28 de abril |  |
| CEFF Copiapó     | 1 - 0 | CDSC Aguará           | Luis Valenzuela Hermosilla         | 28 de abril |  |
| Maipú Unidos     | 1 - 3 | Quintero Unido        | Santiago Bueras                    | 28 de abril |  |
| Escuela Macul    | 1 - 3 | CSD Ovalle            | Complejo Deportivo Santa Julia N°2 | 28 de abril |  |

| EFC Conchalí          | 0 - 1 | Cultural Maipú   | Complejo Conchalí             | 5 de mayo |  |
| Curacaví FC           | 1 - 1 | Municipal Lampa  | Cancha Santa Blanca           | 5 de mayo |  |
| Quintero Unido        | 4 - 1 | Escuela Macul    | Municipal Raúl Vargas Verdejo | 5 de mayo |  |
| CSD Ovalle            | 4 - 0 | Unión Casablanca | Diaguita                      | 5 de mayo |  |
| CDSC Aguará           | 1 - 1 | Maipú Unidos     | Municipal de La Reina         | 5 de mayo |  |
| Bellavista La Florida | 0 - 1 | CEFF Copiapó     | Good Year                     | 5 de mayo |  |

| Unión Casablanca | 3 - 1 | Quintero Unido        | Municipal de Casablanca            | 12 de mayo |  |
| Municipal Lampa  | 4 - 2 | CEFF Copiapó          | Municipal de Lampa                 | 12 de mayo |  |
| Cultural Maipú   | 1 - 1 | CSD Ovalle            | Santiago Bueras                    | 12 de mayo |  |
| Curacaví FC      | 1 - 1 | EFC Conchalí          | Cancha Santa Blanca                | 12 de mayo |  |
| Maipú Unidos     | 0 - 1 | Bellavista La Florida | Santiago Bueras                    | 12 de mayo |  |
| Escuela Macul    | 1 - 0 | CDSC Aguará           | Complejo Deportivo Santa Julia N°2 | 12 de mayo |  |

| EFC Conchalí          | 2 - 0 | Municipal Lampa  | Complejo Conchalí             | 19 de mayo |  |
| Bellavista La Florida | 1 - 2 | Escuela Macul    | Andarivel de El Monte         | 19 de mayo |  |
| CSD Ovalle            | 1 - 0 | Curacaví FC      | Diaguita                      | 19 de mayo |  |
| CEFF Copiapó          | 5 - 2 | Maipú Unidos     | Luis Valenzuela Hermosilla    | 19 de mayo |  |
| CDSC Aguará           | 2 - 0 | Unión Casablanca | Municipal de La Reina         | 19 de mayo |  |
| Quintero Unido        | 1 - 2 | Cultural Maipú   | Municipal Raúl Vargas Verdejo | 19 de mayo |  |

| Municipal Lampa  | 3 - 2 | Maipú Unidos          | Estrella Solitaria                 | 26 de mayo |  |
| Cultural Maipú   | 1 - 0 | CDSC Aguará           | Santiago Bueras                    | 26 de mayo |  |
| Curacaví FC      | 1 - 1 | Quintero Unido        | Cancha Santa Blanca                | 26 de mayo |  |
| Unión Casablanca | 4 - 1 | Bellavista La Florida | Arturo Echazarreta                 | 26 de mayo |  |
| EFC Conchalí     | 2 - 0 | CSD Ovalle            | Complejo Conchalí                  | 26 de mayo |  |
| Escuela Macul    | 2 - 1 | CEFF Copiapó          | Complejo Deportivo Santa Julia N°2 | 26 de mayo |  |

| CSD Ovalle            | 6 - 2 | Municipal Lampa  | Diaguita                      |            |  |
| Maipú Unidos          | 0 - 1 | Escuela Macul    | Santiago Bueras               | 2 de junio |  |
| CEFF Copiapó          | 1 - 1 | Unión Casablanca | Luis Valenzuela Hermosilla    | 2 de junio |  |
| Quintero Unido        | 2 - 1 | EFC Conchalí     | Municipal Raúl Vargas Verdejo | 2 de junio |  |
| CDSC Aguará           | 4 - 2 | Curacaví FC      | Municipal de La Reina         | 2 de junio |  |
| Bellavista La Florida | 0 - 1 | Cultural Maipú   | Good Year                     | 2 de junio |  |

| Maipú Unidos          | 1 - 0 | Unión Casablanca | Santiago Bueras               |            |  |
| CDSC Aguará           | 0 - 1 | EFC Conchalí     | Talinay                       | 9 de junio |  |
| CEFF Copiapó          | 3 - 2 | Cultural Maipú   | Luis Valenzuela Hermosilla    | 9 de junio |  |
| Bellavista La Florida | 0 - 2 | Curacaví FC      | Good Year                     | 9 de junio |  |
| Quintero Unido        | 2 - 0 | CSD Ovalle       | Municipal Raúl Vargas Verdejo | 9 de junio |  |
| Municipal Lampa       | 3 - 1 | Escuela Macul    | Estrella Solitaria            | 9 de junio |  |

| Quintero Unido   | 3 - 2 | Municipal Lampa       | Municipal Raúl Vargas Verdejo      |             |  |
| CSD Ovalle       | 2 -1  | CDSC Aguará           | Diaguita                           | 16 de junio |  |
| EFC Conchalí     | 0 - 1 | Bellavista La Florida | Complejo Conchalí                  | 16 de junio |  |
| Curacaví FC      | 2 -1  | CEFF Copiapó          | Municipal Julio Riesco de Curacaví | 16 de junio |  |
| Cultural Maipú   | 1 -2  | Maipú Unidos          | Santiago Bueras                    | 16 de junio |  |
| Unión Casablanca | 1 -2  | Escuela Macul         | Arturo Echazarreta                 | 16 de junio |  |

| Unión Casablanca      | 1 - 3 | Municipal Lampa | Arturo Echazarreta                 | 23 de junio |  |
| CDSC Aguará           | 0 - 1 | Quintero Unido  | Talinay                            | 23 de junio |  |
| Bellavista La Florida | 0 - 3 | CSD Ovalle      | Good Year                          | 23 de junio |  |
| CEFF Copiapó          | 1 - 1 | EFC Conchalí    | Luis Valenzuela Hermosilla         | 23 de junio |  |
| Maipú Unidos          | 2 - 3 | Curacaví FC     | Santiago Bueras                    | 23 de junio |  |
| Escuela Macul         | 1 - 4 | Cultural Maipú  | Complejo Deportivo Santa Julia N°2 | 23 de junio |  |

| CDSC Aguará    | 1 - 1 | Municipal Lampa       | Talinay                            | 30 de junio |  |
| Cultural Maipú | 0 - 1 | Unión Casablanca      | Santiago Bueras                    | 30 de junio |  |
| Quintero Unido | 8 - 1 | Bellavista La Florida | Municipal Raúl Vargas Verdejo      | 30 de junio |  |
| CSD Ovalle     | 1 - 2 | CEFF Copiapó          | Diaguita                           | 30 de junio |  |
| EFC Conchalí   | 6 - 3 | Maipú Unidos          | Complejo Conchalí                  | 30 de junio |  |
| Curacaví FC    | 0 - 1 | Escuela Macul         | Municipal Julio Riesco de Curacaví | 30 de junio |  |

| Bellavista La Florida | 0 - 0 | CDSC Aguará    | Good Year                          | 7 de julio |  |
| CEFF Copiapó          | 2 - 2 | Quintero Unido | Luis Valenzuela Hermosilla         | 7 de julio |  |
| Maipú Unidos          | 1 - 2 | CSD Ovalle     | Santiago Bueras                    | 7 de julio |  |
| Escuela Macul         | 2 - 3 | EFC Conchalí   | Complejo Deportivo Santa Julia N°2 | 7 de julio |  |
| Unión Casablanca      | 1 - 1 | Curacaví FC    | Arturo Echazarreta                 | 7 de julio |  |
| Municipal Lampa       | 3 - 1 | Cultural Maipú | Municipal de Lampa                 | 7 de julio |  |

| EFC Conchalí          | 2 - 3 | Union Casablanca | Complejo Conchalí                  | 14 de julio |  |
| Bellavista La Florida | 2 - 7 | Municipal Lampa  | Villa Robert Kennedy               | 14 de julio |  |
| Curacaví FC           | 1 - 0 | Cultural Maipú   | Municipal Julio Riesco de Curacaví | 14 de julio |  |
| CDSC Aguará           | 0 - 1 | CEFF Copiapó     | Talinay                            | 14 de julio |  |
| Quintero Unido        | 3 - 1 | Maipú Unidos     | Municipal Raúl Vargas Verdejo      | 14 de julio |  |
| CSD Ovalle            | 4 - 1 | Escuela Macul    | Diaguita                           | 14 de julio |  |

| Cultural Maipú   | 1 - 0 | EFC Conchalí          | Santiago Bueras                    | 21 de julio |  |
| Municipal Lampa  | 4 - 2 | Curacaví FC           | Municipal de Lampa                 |             |  |
| Escuela Macul    | 2 - 1 | Quintero Unido        | Complejo Deportivo Santa Julia N°2 |             |  |
| Unión Casablanca | 1 - 1 | CSD Ovalle            | Arturo Echazarreta                 |             |  |
| Maipú Unidos     | 0 - 0 | CDSC Aguará           | Santiago Bueras                    |             |  |
| CEFF Copiapó     | 6 - 3 | Bellavista La Florida | Luis Valenzuela Hermosilla         |             |  |

| Quintero Unido        | 2 - 1  | Unión Casablanca | Municipal Raúl Vargas Verdejo | 28 de julio |  |
| CEFF Copiapó          | 2 - 13 | Municipal Lampa  | Luis Valenzuela Hermosilla    | 28 de julio |  |
| CSD Ovalle            | 1 - 2  | Cultural Maipú   | Diaguita                      | 28 de julio |  |
| EFC Conchalí          | 2 - 2  | Curacaví FC      | Complejo Conchalí             | 28 de julio |  |
| Bellavista La Florida | 0 - 4  | Maipú Unidos     | Good Year                     | 28 de julio |  |
| CDSC Aguará           | 0 - 3  | Escuela Macul    | Talinay                       | 28 de julio |  |

| Municipal Lampa  | 2 - 0 | EFC Conchalí          | EStrella Solitaria                 | 4 de agosto |  |
| Escuela Macul    | 3 - 3 | Bellavista La Florida | Complejo Deportivo Santa Julia N°2 | 4 de agosto |  |
| Curacaví FC      | 1 - 1 | CSD Ovalle            | Municipal Julio Riesco de Curacaví | 4 de agosto |  |
| Maipú Unidos     | 5 -1  | CEFF Copiapó          | Santiago Bueras                    | 4 de agosto |  |
| Unión Casablanca | 0 - 0 | CDSC Aguará           | Arturo Echazarreta                 | 4 de agosto |  |
| Cultural Maipú   | 4 - 0 | Quintero Unido        | Santiago Bueras                    | 4 de agosto |  |

| Maipú Unidos          | 2 - 5 | Municipal Lampa  | Santiago Bueras               | 11 de agosto |  |
| CDSC Aguará           | 2 - 3 | Cultural Maipú   | Talinay                       | 11 de agosto |  |
| Quintero Unido        | 2 - 0 | Curacaví FC      | Municipal Raúl Vargas Verdejo | 11 de agosto |  |
| Bellavista La Florida | 0 - 3 | Unión Casablanca | Villa Robert Kennedy          | 11 de agosto |  |
| CSD Ovalle            | 2 - 0 | EFC Conchalí     | Diaguita                      | 11 de agosto |  |
| CEFF Copiapó          | 1 - 4 | Escuela Macul    | Luis Valenzuela Hermosilla    | 11 de agosto |  |

| Municipal Lampa  | 2 - 1 | CSD Ovalle            | Estrella Solitaria                 |              |  |
| Escuela Macul    | 6 - 1 | Maipú Unidos          | Complejo Deportivo Santa Julia N°2 | 18 de agosto |  |
| Unión Casablanca | 6 - 1 | CEFF Copiapó          | Arturo Echazarreta                 | 18 de agosto |  |
| EFC Conchalí     | 5 - 1 | Quintero Unido        | Complejo Conchalí                  | 18 de agosto |  |
| Curacaví FC      | 1 - 2 | CDSC Aguará           | Municipal Julio Riesco de Curacaví | 18 de agosto |  |
| Cultural Maipú   | 4 - 2 | Bellavista La Florida | Santiago Bueras                    | 18 de agosto |  |

### Grupo 2
| Pos. | Equipo               | Pts. | PJ | G  | E | P  | GF | GC | Dif. |  |
| ---- | -------------------- | ---- | -- | -- | - | -- | -- | -- | ---- |  |
| 1    | Rodelindo Román      | 56   | 22 | 17 | 5 | 0  | 68 | 22 | +46  |  |
| 2    | Deportivo La Granja  | 48   | 22 | 15 | 3 | 4  | 56 | 25 | +31  |  |
| 3    | Provincial Talagante | 40   | 22 | 11 | 7 | 4  | 47 | 19 | +28  |  |
| 4    | La Pintana Unida     | 38   | 22 | 11 | 5 | 6  | 53 | 34 | +19  |  |
| 5    | Tricolor Municipal   | 36   | 22 | 11 | 3 | 8  | 36 | 21 | +15  |  |
| 6    | Pumas FC             | 36   | 22 | 10 | 6 | 6  | 38 | 25 | +13  |  |
| 7    | Gasparín FC          | 31   | 22 | 9  | 4 | 9  | 35 | 40 | −5   |  |
| 8    | Pudahuel Barrancas   | 30   | 22 | 8  | 6 | 8  | 48 | 41 | +7   |  |
| 9    | Gol y Gol            | 21   | 22 | 7  | 3 | 12 | 33 | 56 | −23  |  |
| 10   | Brisas del Maipo     | 17   | 22 | 5  | 2 | 15 | 34 | 59 | −25  |  |
| 11   | San Bernando Unido   | 14   | 22 | 5  | 2 | 15 | 19 | 50 | −31  |  |
| 12   | Deportes Pirque      | 0    | 22 | 0  | 0 | 22 | 15 | 93 | −78  |  |

 Fuente: ANFA
Notas:
1. 1 2  Resta de 3 puntos.

     Acceden a la Fase II Ascenso.
     Acceden a la Fase II Permanencia.

#### Resultados del Grupo 2
| Deportivo La Granja | 6 - 1 | Deportes Pirque      | San Gregorio                       | 22 de marzo | 21:00 |
| La Pintana Unida    | 3 - 3 | Rodelindo Román      | Municipal de la Pintana            | 23 de marzo | 17:00 |
| Tricolor Municipal  | 2 - 1 | Pudahuel Barrancas   | Municipal de Paine                 | 23 de marzo | 18:00 |
| San Bernardo Unido  | 2 - 3 | Gol y Gol            | Cancha 3 Municipal de San Bernardo | 23 de marzo | 20:00 |
| Gasparín FC         | 1 - 1 | Provincial Talagante | Lo Blanco                          | 24 de marzo | 12:00 |
| Brisas del Maipo    | 0 - 2 | Pumas                | Villa Robert Kennedy               | 24 de marzo | 16:30 |

| Deportivo La Granja | 3 - 0 | Brisas del Maipo     | San Gregorio                     | 30 de marzo | 12:00 |
| Gol y Gol           | 2 - 1 | Tricolor Municipal   | Municipal de Pedro Aguirre Cerda | 30 de marzo | 16:00 |
| Pudahuel Barrancas  | 3 - 2 | Gasparín FC          | Óscar Bonilla                    | 30 de marzo | 17:30 |
| Rodelindo Román     | 3 - 1 | San Bernardo Unido   | Municipal Arturo Vidal           | 31 de marzo | 12:30 |
| Pumas               | 0 - 1 | La Pintana Unida     | Roberto Bravo Santibáñez         | 31 de marzo | 16:00 |
| Deportes Pirque     | 0 - 4 | Provincial Talagante | Municipal de Pirque              | 31 de marzo | 18:00 |

| San Bernardo Unido   | 1 - 0 | Pumas               | Municipal de San Bernardo Luis Navarro Aviles | 6 de abril | 16:00 |
| Tricolor Municipal   | 2 - 3 | Rodelindo Román     | Municipal de Paine                            | 6 de abril | 19:30 |
| Provincial Talagante | 1 - 1 | Pudahuel Barrancas  | Municipal Lucas Pacheco Toro                  | 7 de abril | 12:00 |
| Gasparín FC          | 3 - 1 | Gol y Gol           | Lo Blanco                                     | 7 de abril | 13:00 |
| La Pintana Unida     | 0 - 1 | Deportivo La Granja | Municipal de la Pintana                       | 7 de abril | 16:30 |
| Brisas del Maipo     | 2 - 1 | Deportes Pirque     | Villa Robert Kennedy                          | 7 de abril | 17:00 |

| Deportivo La Granja | 5 - 1 | San Bernardo Unido   | San Gregorio                     | 12 de abril | 21:00 |
| Gol y Gol           | 0 - 6 | Provincial Talagante | Municipal de Pedro Aguirre Cerda | 13 de abril | 15:30 |
| Pumas               | 1 - 0 | Tricolor Municipal   | Roberto Bravo Santibáñez         | 13 de abril | 16:00 |
| Rodelindo Román     | 4 - 0 | Gasparín FC          | Municipal Arturo Vidal           | 14 de abril | 12:00 |
| Deportes Pirque     | 0 - 4 | Pudahuel Barrancas   | Municipal de Pirque              | 14 de abril | 16:00 |
| Brisas del Maipo    | 1 - 3 | La Pintana Unida     | Villa Robert Kennedy             | 14 de abril | 16:00 |

| Pudahuel Barrancas   | 2 - 1 | Gol y Gol           | Modelo                                        | 18 de abril | 20:00 |
| Tricolor Municipal   | 1 - 1 | Deportivo La Granja | Municipal de Lampa                            | 18 de abril | 20:30 |
| San Bernardo Unido   | 0 - 1 | Brisas del Maipo    | Municipal de San Bernardo Luis Navarro Aviles | 20 de abril | 17:00 |
| Provincial Talagante | 2 - 2 | Rodelindo Román     | Municipal Lucas Pacheco Toro                  | 20 de abril | 17:00 |
| Gasparín FC          | 3 - 2 | Pumas               | Lo Blanco                                     | 21 de abril | 15:30 |
| La Pintana Unida     | 9 - 0 | Deportes Pirque     | Municipal de la Pintana                       | 21 de abril | 16:00 |

| Pumas               | 0 - 1 | Provincial Talagante | Roberto Bravo Santibáñez | 26 de abril | 20:45 |
| Deportivo La Granja | 0 - 0 | Gasparín FC          | San Gregorio             | 26 de abril | 21:00 |
| Rodelindo Román     | 2 - 1 | Pudahuel Barrancas   | Municipal Arturo Vidal   | 28 de abril | 12:30 |
| Deportes Pirque     | 2 - 4 | Gol y Gol            | Municipal de Pirque      | 28 de abril | 16:00 |
| Brisas del Maipo    | 2 - 3 | Tricolor Municipal   | Villa Robert Kennedy     | 28 de abril | 16:00 |
| La Pintana Unida    | 4 - 0 | San Bernardo Unido   | Municipal de la Pintana  | 28 de abril | 18:00 |

| Gol y Gol            | 1 - 2 | Rodelindo Román     | Municipal de Pedro Aguirre Cerda              | 4 de mayo | 15:30 |
| Pudahuel Barrancas   | 2 - 3 | Pumas               | Óscar Bonilla                                 | 4 de mayo | 16:00 |
| Tricolor Municipal   | 0 - 2 | La Pintana Unida    | Municipal de Paine                            | 4 de mayo | 19:00 |
| Gasparín FC          | 4 - 1 | Brisas del Maipo    | Lo Blanco                                     | 5 de mayo | 13:00 |
| Provincial Talagante | 2 - 0 | Deportivo La Granja | Municipal Lucas Pacheco Toro                  | 5 de mayo | 16:00 |
| San Bernardo Unido   | 3 - 1 | Deportes Pirque     | Municipal de San Bernardo Luis Navarro Aviles | 5 de mayo | 16:00 |

| Pumas               | 1 - 1 | Gol y Gol            | Roberto Bravo Santibáñez                      | 10 de mayo | 20:45 |
| Deportivo La Granja | 4 - 2 | Pudahuel Barrancas   | San Gregorio                                  | 10 de mayo | 21:00 |
| La Pintana Unida    | 2 - 1 | Gasparín FC          | Municipal de la Pintana                       | 11 de mayo | 15:30 |
| San Bernardo Unido  | 1 - 0 | Tricolor Municipal   | Municipal de San Bernardo Luis Navarro Aviles | 11 de mayo | 18:00 |
| Deportes Pirque     | 1 - 6 | Rodelindo Román      | Municipal de Pirque                           | 12 de mayo | 16:00 |
| Brisas del Maipo    | 0 - 2 | Provincial Talagante | Villa Robert Kennedy                          | 12 de mayo | 16:00 |

| Rodelindo Román      | 3 - 2 | Pumas               | Cardenal José María Caro         | 18 de mayo | 12:00 |
| Gol y Gol            | 1 - 2 | Deportivo La Granja | Municipal de Pedro Aguirre Cerda | 18 de mayo | 12:00 |
| Pudahuel Barrancas   | 2 - 2 | Brisas del Maipo    | Óscar Bonilla                    | 18 de mayo | 16:00 |
| Tricolor Municipal   | 4 - 0 | Deportes Pirque     | Municipal de Paine               | 18 de mayo | 18:00 |
| Provincial Talagante | 1 - 0 | La Pintana Unida    | Municipal Lucas Pacheco Toro     | 19 de mayo | 12:00 |
| Gasparín FC          | 0 - 0 | San Bernardo Unido  | Lo Blanco                        | 19 de mayo | 12:00 |

| San Bernardo Unido  | 1 - 4 | Provincial Talagante | Municipal de San Bernardo Luis Navarro Aviles | 25 de mayo | 18:00 |
| Tricolor Municipal  | 4 - 0 | Gasparín FC          | Municipal de Paine                            | 25 de mayo | 18:00 |
| Deportes Pirque     | 0 - 3 | Pumas                | Municipal de Pirque                           | 26 de mayo | 16:00 |
| Brisas del Maipo    | 2 - 3 | Gol y Gol            | Villa Robert Kennedy                          | 26 de mayo | 16:00 |
| La Pintana Unida    | 1 - 1 | Pudahuel Barrancas   | Municipal de la Pintana                       | 26 de mayo | 16:00 |
| Deportivo La Granja | 1 - 1 | Rodelindo Román      | San Gregorio                                  | 26 de mayo | 19:00 |

| Rodelindo Román      | 4 -1  | Brisas del Maipo    | Municipal de San Ramón           | 1 de junio | 12:00 |
| Gol y Gol            | 3 - 2 | La Pintana Unida    | Municipal de Pedro Aguirre Cerda | 1 de junio | 15:00 |
| Pudahuel Barrancas   | 2 - 0 | San Bernardo Unido  | Óscar Bonilla                    | 1 de junio | 16:00 |
| Gasparín FC          | 7 - 2 | Deportes Pirque     | Lo Blanco                        | 2 de junio | 12:00 |
| Provincial Talagante | 0 - 1 | Tricolor Municipal  | Municipal Lucas Pacheco Toro     | 2 de junio | 12:00 |
| Pumas                | 3 - 0 | Deportivo La Granja | Roberto Bravo Santibáñez         | 2 de junio | 16:00 |

| Rodelindo Román      | 1 - 0 | La Pintana Unida   | Cardenal José María Caro         | 8 de junio | 13:00 |
| Gol y Gol            | 1 - 1 | San Bernardo Unido | Municipal de Pedro Aguirre Cerda | 8 de junio | 15:30 |
| Provincial Talagante | 1 - 2 | Gasparín           | Municipal Lucas Pacheco Toro     | 8 de junio | 16:00 |
| Pudahuel Barrancas   | 1 - 1 | Tricolor Municipal | Modelo                           | 8 de junio | 18:00 |
| Pumas                | 1 - 1 | Brisas del Maipo   | Roberto Bravo Santibáñez         | 9 de junio | 16:00 |
| Deportes Pirque      | 2 - 3 | La Granja          | Municipal de Pirque              | 9 de junio | 16:00 |

| La Pintana Unida     | 3 - 3 | Pumas              | Municipal de la Pintana                       | 15 de junio | 13:00 |
| Provincial Talagante | 6 - 1 | Pirque             | Municipal Lucas Pacheco Toro                  | 16 de junio | 12:00 |
| Gasparín             | 0 - 0 | Pudahuel Barrancas | Lo Blanco                                     | 16 de junio | 12:00 |
| Tricolor Municipal   | 3 - 0 | Gol y Gol          | Municipal de Paine                            | 16 de junio | 16:00 |
| Brisas del Maipo     | 0 - 3 | La Granja          | Villa Robert Kennedy                          | 16 de junio | 16:00 |
| San Bernardo Unido   | 0 - 2 | Rodelindo Román    | Municipal de San Bernardo Luis Navarro Aviles | 16 de junio | 17:00 |

| La Granja          | 6 - 3 | La Pintana Unida     | San Gregorio                     | 21 de junio | 20:30 |
| Gol y Gol          | 0 - 2 | Gasparín             | Municipal de Pedro Aguirre Cerda | 22 de junio | 15:30 |
| Pudahuel Barrancas | 2 - 2 | Provincial Talagante | Modelo                           |             | 19:00 |
| Pumas              | 3 - 2 | San Bernardo Unido   | Roberto Bravo Santibáñez         | 23 de junio | 13:30 |
| Rodelindo Román    | 1 - 0 | Tricolor Municipal   | San Joaquín Oriente              | 23 de junio | 15:30 |
| Deportes Pirque    | 0 - 2 | Brisas del Maipo     | Municipal de Pirque              | 23 de junio | 16:00 |

| Pudahuel Barrancas   | 6 - 0 | Deportes Pirque  | Modelo                                | 29 de junio | 19:00 |
| San Bernardo Unido   | 0 - 3 | La Granja        | Municipal de San Bernardo Cancha N° 3 | 29 de junio | 20:00 |
| Gasparín             | 0 - 5 | Rodelindo Román  | Lo Blanco                             | 30 de junio | 12:00 |
| Provincial Talagante | 4 - 0 | Gol y Gol        | Municipal Lucas Pacheco Toro          | 30 de junio | 12:00 |
| La Pintana Unida     | 3 - 4 | Brisas del Maipo | Municipal de la Pintana Cancha N° 2   | 30 de junio | 15:00 |
| Tricolor Municipal   | 0 - 0 | Pumas            | Municipal de Paine                    | 2 de julio  | 19:30 |

| La Granja        | 0 - 2 | Tricolor Municipal   | San Gregorio                     | 5 de julio | 21:00 |
| Gol y Gol        | 1 - 2 | Pudahuel Barrancas   | Municipal de Pedro Aguirre Cerda | 6 de julio | 15:30 |
| Brisas del Maipo | 9 - 2 | San Bernardo Unido   | Villa Robert Kennedy             | 7 de julio | 13:00 |
| Rodelindo Román  | 2 - 2 | Provincial Talagante | San Joaquín Oriente              | 7 de julio | 13:00 |
| Deportes Pirque  | 1 - 2 | La Pintana Unida     | Municipal de Pirque              | 7 de julio | 14:00 |
| Pumas            | 1 - 0 | Gasparín             | Roberto Bravo Santibáñez         | 7 de julio | 17:30 |

| Gol y Gol            | 3 - 1 | Pirque           | Municipal de Pedro Aguirre Cerda      | 13 de julio | 15:30 |
| Tricolor Municipal   | 1 - 0 | Brisas del Maipo | Municipal de Paine                    | 13 de julio | 17:00 |
| Provincial Talagante | 0 - 0 | Pumas            | Municipal Lucas Pacheco Toro          | 13 de julio | 18:30 |
| Pudahuel Barrancas   | 1 - 7 | Rodelindo Román  | Modelo                                | 13 de julio | 19:00 |
| Gasparín             | 1 - 5 | La Granja        | Lo Blanco                             | 14 de julio | 12:00 |
| San Bernardo Unido   | 0 - 2 | La Pintana Unida | Municipal de San Bernardo Cancha N° 3 | 14 de julio | 17:00 |

| Deportivo La Granja | 2 - 0 | Provincial Talagante | San Gregorio                  | 19 de julio | 21:00 |
| Brisas del Maipo    | 2 - 3 | Gasparín FC          | Villa Robert Kennedy          | 20 de julio | 13:00 |
| Rodelindo Román     | 3 - 1 | Gol y Gol            | San Joaquín Oriente           | 21 de julio | 15:00 |
| La Pintana Unida    | 2 - 1 | Tricolor Municipal   | Cancha 2 Municipal La Pintana | 21 de julio | 15:30 |
| Deportes Pirque     | 0 - 1 | San Bernardo Unido   | Municipal de Pirque           | 21 de julio | 16:00 |
| Pumas               | 3 - 1 | Pudahuel Barrancas   | Roberto Bravo Santibáñez      | 24 de julio | 19:30 |

| Gol y Gol            | 1 - 5 | Pumas               | Municipal de Pedro Aguirre Cerda | 27 de julio | 15:30 |
| Tricolor Municipal   | 2 - 0 | San Bernardo Unido  | Municipal de Paine               | 27 de julio | 17:00 |
| Pudahuel Barrancas   | 0 - 2 | Deportivo La Granja | Modelo                           | 27 de julio | 19:00 |
| Provincial Talagante | 3 - 1 | Brisas del Maipo    | Municipal Lucas Pacheco Toro     | 27 de julio | 19:00 |
| Gasparín FC          | 0 - 1 | La Pintana Unida    | Lo Blanco                        | 28 de julio | 12:00 |
| Rodelindo Román      | 6 - 1 | Deportes Pirque     | San Joaquín Oriente              | 28 de julio | 15:00 |

| Deportivo La Granja | 5 - 0 | Gol y Gol            | San Gregorio                          | 2 de agosto | 21:00 |
| Pumas               | 1 - 1 | Rodelindo Román      | Roberto Bravo Santibáñez              | 3 de agosto | 20:00 |
| La Pintana Unida    | 0 - 0 | Provincial Talagante | Cancha 3 Municipal de San Bernardo    | 3 de agosto | 20:15 |
| Brisas del Maipo    | 0 - 9 | Pudahuel Barrancas   | Villa Robert Kennedy                  | 4 de agosto | 15:00 |
| San Bernardo Unido  | 0 - 2 | Gasparín FC          | Municipal de San Bernardo Cancha N° 3 | 4 de agosto | 16:00 |
| Deportes Pirque     | 0 - 4 | Tricolor Municipal   | Municipal de Pirque                   | 4 de agosto | 17:00 |

| Gol y Gol            | 5 - 2 | Brisas del Maipo    | Municipal de Pedro Aguirre Cerda | 8 de agosto  | 12:00 |
| Pumas                | 4 - 0 | Deportes Pirque     | Roberto Bravo Santibáñez         | 10 de agosto | 15:00 |
| Provincial Talagante | 1 - 2 | San Bernardo Unido  | Municipal Lucas Pacheco Toro     | 10 de agosto | 19:00 |
| Pudahuel Barrancas   | 3 - 6 | La Pintana Unida    | Modelo                           | 10 de agosto | 19:00 |
| Gasparín FC          | 0 - 3 | Tricolor Municipal  | Lo Blanco                        | 11 de agosto | 12:00 |
| Rodelindo Román      | 5 - 0 | Deportivo La Granja | San Joaquín Oriente              | 11 de agosto | 15:00 |

| Tricolor Municipal  | 1 - 4 | Provincial Talagante | Municipal de Paine                    | 15 de agosto | 15:30 |
| Deportivo La Granja | 4 - 0 | Pumas                | San Gregorio                          | 16 de agosto | 21:00 |
| San Bernardo Unido  | 1 - 2 | Pudahuel Barrancas   | Municipal de San Bernardo Cancha N° 3 | 17 de agosto | 20:00 |
| Brisas del Maipo    | 1 - 2 | Rodelindo Román      | Villa Robert Kennedy                  | 18 de agosto | 15:00 |
| La Pintana Unida    | 4 - 4 | Gol y Gol            | Municipal de San Bernardo Cancha N° 3 | 18 de agosto | 15:30 |
| Deportes Pirque     | 1 - 4 | Gasparín FC          | Municipal de Pirque                   | 18 de agosto | 16:00 |

### Grupo 3
| Pos. | Equipo                             | Pts. | PJ | G  | E | P  | GF | GC | Dif. |  |
| ---- | ---------------------------------- | ---- | -- | -- | - | -- | -- | -- | ---- |  |
| 1    | Chimbarongo FC                     | 42   | 22 | 12 | 6 | 4  | 37 | 19 | +18  |  |
| 2    | República Independiente de Hualqui | 42   | 22 | 11 | 9 | 2  | 31 | 13 | +18  |  |
| 3    | Corporación Lota                   | 40   | 22 | 11 | 7 | 4  | 28 | 14 | +14  |  |
| 4    | Comunal Cabrero                    | 37   | 22 | 10 | 7 | 5  | 33 | 23 | +10  |  |
| 5    | Lota Schwager                      | 35   | 22 | 9  | 9 | 4  | 29 | 14 | +15  |  |
| 6    | Provincial Ranco                   | 32   | 22 | 9  | 5 | 8  | 33 | 29 | +4   |  |
| 7    | Caupolicán                         | 30   | 22 | 8  | 6 | 8  | 37 | 30 | +7   |  |
| 8    | Deportes Quillón                   | 27   | 22 | 7  | 6 | 9  | 35 | 37 | −2   |  |
| 9    | Buenos Aires                       | 27   | 22 | 7  | 6 | 9  | 25 | 32 | −7   |  |
| 10   | Deportes Tomé                      | 17   | 22 | 5  | 2 | 15 | 15 | 50 | −35  |  |
| 11   | Nacimiento CDSC                    | 16   | 22 | 4  | 4 | 14 | 25 | 50 | −25  |  |
| 12   | Tomás Greig FC                     | 14   | 22 | 3  | 5 | 14 | 23 | 40 | −17  |  |

 Fuente: ANFA
Notas:
1. ↑  Resta de un punto.

     Acceden a la Fase II Ascenso.
     Acceden a la Fase II Permanencia.

#### Resultados del Grupo 3
| Chimbarongo F. C.         | 1 - 2 | Corporación Lota Schwager | Municipal de Chimbarongo | 23 de marzo | 17:00 |
| Nacimiento                | 2 - 2 | Provincial Ranco          | Municipal de Nacimiento  | 23 de marzo | 17:00 |
| Caupolicán                | 3 - 1 | Colegio Quillón           | Miguel Alarcón Osores    | 23 de marzo | 17:30 |
| República Ind. de Hualqui | 2 - 0 | N. Lota Schwager          | Municipal de Hualqui     | 23 de marzo | 17:30 |
| Deportes Tomé             | 1 - 4 | Buenos Aires              | Juan Rogelio Núñez       | 24 de marzo | 17:00 |
| Tomás Greig               | 0 - 1 | Comunal Cabrero           | Lourdes                  | 24 de marzo | 18:00 |

| Buenos Aires              | 0 - 1 | Comunal Cabrero           | Nelson Valenzuela Rojas | 31 de marzo | 17:00 |
| Provincial Ranco          | 3 - 1 | Tomás Greig               | Carlos Vogel            | 31 de marzo | 16:00 |
| N. Lota Schwager          | 3 - 0 | Nacimiento                | Bernardino Luna         | 30 de marzo | 18:00 |
| Colegio Quillón           | 0 - 3 | República Ind. de Hualqui | Complejo Club Quillón   | 30 de marzo | 17:30 |
| Corporación Lota Schwager | 1 - 0 | Caupolicán                | Bernardino Luna         | 31 de marzo | 16:30 |
| Deportes Tomé             | 0 - 4 | Chimbarongo F. C.         | Juan Rogelio Núñez      | 30 de marzo | 16:00 |

| Caupolicán                | 4 - 1 | Deportes Tomé             | Miguel Alarcón Osores    | 6 de abril | 16:30 |
| Nacimiento                | 3 - 2 | Colegio Quillón           | Municipal de Nacimiento  | 6 de abril | 17:00 |
| Chimbarongo F. C.         | 4 - 0 | Buenos Aires              | Municipal de Chimbarongo | 6 de abril | 17:00 |
| República Ind. de Hualqui | 0 - 0 | Corporación Lota Schwager | Municipal de Hualqui     | 6 de abril | 17:30 |
| Comunal Cabrero           | 3 - 1 | Provincial Ranco          | Luis Figueroa Riquelme   | 6 de abril | 18:00 |
| Tomás Greig               | 1 - 4 | N. Lota Schwager          | Lourdes                  | 6 de abril | 19:00 |

| Deportes Tomé             | 0 - 2 | República Ind. de Hualqui | Juan Rogelio Núñez      | 13 de abril | 15:00 |
| Chimbarongo F. C.         | 1 - 0 | Caupolicán                | Chile de Chimbarongo    | 13 de abril | 16:30 |
| N. Lota Schwager          | 0 - 0 | Comunal Cabrero           | Bernardino Luna         | 13 de abril | 17:00 |
| Colegio Quillón           | 1 - 0 | Tomás Greig               | Complejo Club Quillón   | 13 de abril | 17:00 |
| Corporación Lota Schwager | 2 - 1 | Nacimiento                | Bernardino Luna         | 14 de abril | 16:00 |
| Buenos Aires              | 0 - 3 | Provincial Ranco          | Nelson Valenzuela Rojas | 14 de abril | 16:00 |

| Comunal Cabrero           | 1 - 1 | Colegio Quillón           | Luis Figueroa Riquelme  | 18 de abril | 19:30 |
| República Ind. de Hualqui | 2 - 1 | Chimbarongo F. C.         | Municipal de Hualqui    | 19 de abril | 16:00 |
| Caupolicán                | 2 - 1 | Buenos Aires              | Miguel Alarcón Osores   | 20 de abril | 15:30 |
| Nacimiento                | 1 - 0 | Deportes Tomé             | Municipal de Nacimiento | 20 de abril | 16:00 |
| Tomás Greig               | 1 - 1 | Corporación Lota Schwager | Guillermo Saavedra      | 20 de abril | 18:00 |
| Provincial Ranco          | 1 - 1 | N. Lota Schwager          | Carlos Vogel            | 21 de abril | 15:30 |

| Colegio Quillón           | 2 - 1 | Provincial Ranco          | Complejo Club Quillón   | 27 de abril | 12:00 |
| Deportes Tomé             | 1 - 3 | Tomás Greig               | Juan Rogelio Núñez      | 27 de abril | 15:30 |
| Caupolicán                | 1 - 1 | República Ind. de Hualqui | Miguel Alarcón Osores   | 27 de abril | 16:00 |
| Chimbarongo F. C.         | 4 - 2 | Nacimiento                | Chile de Chimbarongo    | 27 de abril | 16:30 |
| Corporación Lota Schwager | 1 - 2 | Comunal Cabrero           | Bernardino Luna         | 28 de abril | 16:00 |
| Buenos Aires              | 2 - 2 | N. Lota Schwager          | Nelson Valenzuela Rojas | 28 de abril | 16:00 |

| Nacimiento                | 3 - 1 | Caupolicán                | Municipal de Nacimiento | 4 de mayo | 15:30 |
| República Ind. de Hualqui | 1 - 1 | Buenos Aires              | Municipal de Hualqui    | 4 de mayo | 15:30 |
| Comunal Cabrero           | 0 - 0 | Deportes Tomé             | Luis Figueroa Riquelme  | 4 de mayo | 16:00 |
| N. Lota Schwager          | 1 - 0 | Colegio Quillón           | Bernardino Luna         | 4 de mayo | 17:30 |
| Tomás Greig               | 2 - 2 | Chimbarongo F. C.         | Guillermo Saavedra      | 4 de mayo | 18:30 |
| Provincial Ranco          | 0 - 0 | Corporación Lota Schwager | Carlos Vogel            | 5 de mayo | 15:30 |

| Deportes Tomé             | 1 - 2 | Provincial Ranco | Juan Rogelio Núñez      | 11 de mayo | 15:30 |
| Chimbarongo F. C.         | 2 - 0 | Comunal Cabrero  | Chile de Chimbarongo    | 11 de mayo | 15:30 |
| República Ind. de Hualqui | 1 - 1 | Nacimiento       | Municipal de Hualqui    | 11 de mayo | 15:30 |
| Caupolicán                | 2 - 0 | Tomás Greig      | Miguel Alarcón Osores   | 11 de mayo | 16:00 |
| Buenos Aires              | 1 - 2 | Colegio Quillón  | Nelson Valenzuela Rojas | 12 de mayo | 15:30 |
| Corporación Lota Schwager | 1 - 1 | N. Lota Schwager | Bernardino Luna         | 21 de mayo | 15:00 |

| Colegio Quillón  | 2 - 3 | Corporación Lota Schwager | Complejo Club Quillón   | 17 de mayo | 19:30 |
| Nacimiento       | 0 - 1 | Buenos Aires              | Municipal de Nacimiento | 18 de mayo | 15:30 |
| N. Lota Schwager | 4 - 0 | Deportes Tomé             | Bernardino Luna         | 18 de mayo | 16:00 |
| Comunal Cabrero  | 2 - 1 | Caupolicán                | Monte Águila            | 18 de mayo | 16:00 |
| Provincial Ranco | 2 - 3 | Chimbarongo F. C.         | Carlos Vogel            | 19 de mayo | 15:30 |
| Tomás Greig      | 1 - 3 | República Ind. de Hualqui | Guillermo Saavedra      | 19 de mayo | 17:30 |

| Nacimiento                | 0 - 1 | Tomás Greig               | Municipal de Nacimiento  | 25 de mayo | 15:00 |
| Deportes Tomé             | 2 - 1 | Colegio Quillón           | Juan Rogelio Núñez       | 25 de mayo | 15:30 |
| Chimbarongo F. C.         | 0 - 2 | N. Lota Schwager          | Municipal de Chimbarongo | 25 de mayo | 15:30 |
| República Ind. de Hualqui | 0 - 0 | Comunal Cabrero           | Municipal de Hualqui     | 25 de mayo | 15:30 |
| Caupolicán                | 4 - 1 | Provincial Ranco          | Miguel Alarcón Osores    | 25 de mayo | 16:00 |
| Buenos Aires              | 0 - 3 | Corporación Lota Schwager | Nelson Valenzuela Rojas  | 26 de mayo | 15:30 |

| Colegio Quillón           | 0 - 0 | Chimbarongo F. C.         | Complejo Club Quillón  | 1 de junio | 12:00 |
| N. Lota Schwager          | 1 - 1 | Caupolicán                | Bernardino Luna        | 1 de junio | 16:00 |
| Tomás Greig               | 3 - 3 | Buenos Aires              | Lourdes                | 1 de junio | 18:00 |
| Provincial Ranco          | 0 - 0 | República Ind. de Hualqui | Carlos Vogel           | 2 de junio | 15:00 |
| Corporación Lota Schwager | 2 - 0 | Deportes Tomé             | Bernardino Luna        | 2 de junio | 15:30 |
| Comunal Cabrero           | 2 - 3 | Nacimiento                | Luis Figueroa Riquelme | 2 de junio | 18:00 |

| Colegio Quillón           | 1 - 1 | Caupolicán                | Complejo Club Quillón   | 8 de junio | 12:00 |
| Comunal Cabrero           | 3 - 1 | Tomás Greig               | Monte Águila            | 8 de junio | 15:30 |
| N. Lota Schwager          | 1 - 1 | República Ind. de Hualqui | Bernardino Luna         | 8 de junio | 16:00 |
| Corporación Lota Schwager | 0 - 0 | Chimbarongo F. C.         | Bernardino Luna         | 9 de junio | 15:00 |
| Buenos Aires              | 3 - 0 | Deportes Tomé             | Nelson Valenzuela Rojas | 9 de junio | 15:30 |
| Provincial Ranco          | 4 - 0 | Nacimiento                | Centenario              | 9 de junio | 15:30 |

| Nacimiento                | 1 - 1 | N. Lota Schwager          | Municipal de Nacimiento  | 15 de junio | 12:00 |
| República Ind. de Hualqui | 2 - 2 | Colegio Quillón           | El Morro de Talcahuano   | 15 de junio | 15:00 |
| Caupolicán                | 1 - 3 | Corporación Lota Schwager | Miguel Alarcón Osores    | 15 de junio | 15:30 |
| Comunal Cabrero           | 1 - 1 | Buenos Aires              | Monte Águila             | 15 de junio | 15:45 |
| Chimbarongo F. C.         | 0 - 0 | Deportes Tomé             | Municipal de Chimbarongo | 15 de junio | 16:00 |
| Tomás Greig               | 0 - 1 | Provincial Ranco          | Guillermo Saavedra       | 15 de junio | 18:30 |

| Colegio Quillón           | 3 - 1 | Nacimiento                | Complejo Club Quillón   | 22 de junio | 12:00 |
| N. Lota Schwager          | 1 - 0 | Tomás Greig               | Bernardino Luna         | 22 de junio | 15:00 |
| Provincial Ranco          | 1 - 0 | Comunal Cabrero           | Centenario              | 23 de junio | 15:30 |
| Corporación Lota Schwager | 0 - 0 | República Ind. de Hualqui | Bernardino Luna         | 23 de junio | 15:30 |
| Deportes Tomé             | 0 - 3 | Caupolicán                | Juan Rogelio Núñez      | 23 de junio | 15:30 |
| Buenos Aires              | 0 - 1 | Chimbarongo F. C.         | Nelson Valenzuela Rojas | 23 de junio | 15:30 |

| República Ind. de Hualqui | 2 - 0 | Deportes Tomé             | Municipal de Hualqui    | 29 de junio | 12:00 |
| Nacimiento                | 1 - 1 | Corporación Lota Schwager | Municipal de Nacimiento | 29 de junio | 15:00 |
| Tomás Greig               | 1 - 1 | Colegio Quillón           | Guillermo Saavedra      | 29 de junio | 18:00 |
| Caupolicán                | 0 - 2 | Chimbarongo F. C.         | Miguel Alarcón Osores   | 30 de junio | 15:30 |
| Provincial Ranco          | 3 - 0 | Buenos Aires              | Centenario              | 30 de junio | 15:30 |
| Comunal Cabrero           | 0 - 0 | N. Lota Schwager          | Monte Águila            | 2 de julio  | 15:00 |

| Colegio Quillón           | 3 - 4 | Comunal Cabrero           | Complejo Club Quillón    | 6 de julio | 12:00 |
| Deportes Tomé             | 3 - 2 | Nacimiento                | Juan Rogelio Núñez       | 6 de julio | 12:00 |
| Chimbarongo F. C.         | 0 - 2 | República Ind. de Hualqui | Municipal de Chimbarongo | 6 de julio | 12:30 |
| Corporación Lota Schwager | 2 - 1 | Tomás Greig               | Bernardino Luna          | 7 de julio | 12:00 |
| Buenos Aires              | 1 - 1 | Caupolicán                | Nelson Valenzuela Rojas  | 7 de julio | 15:30 |
| N. Lota Schwager          | 2 - 0 | Provincial Ranco          | Bernardino Luna          | 7 de julio | 17:00 |

| República Ind. de Hualqui | 1 - 0 | Caupolicán                | Municipal de Hualqui    | 13 de julio | 14:00 |
| Comunal Cabrero           | 0 - 1 | Corporación Lota Schwager | Monte Águila            | 13 de julio | 15:00 |
| Nacimiento                | 0 - 4 | Chimbarongo F. C.         | Municipal de Nacimiento | 13 de julio | 15:00 |
| Tomás Greig               | 2 - 3 | Deportes Tomé             | Guillermo Saavedra      | 13 de julio | 18:00 |
| N. Lota Schwager          | 0 - 0 | Buenos Aires              | Bernardino Luna         | 14 de julio | 15:00 |
| Provincial Ranco          | 3 - 1 | Colegio Quillón           | Centenario              | 14 de julio | 15:30 |

| Colegio Quillón           | 3 - 2 | N. Lota Schwager          | Complejo Club Quillón    | 20 de julio | 15:00 |
| Chimbarongo F. C.         | 2 - 1 | Tomás Greig               | Horizonte de Chimbarongo | 20 de julio | 15:00 |
| Caupolicán                | 5 - 0 | Nacimiento                | Miguel Alarcón Osores    | 20 de julio | 15:30 |
| Corporación Lota Schwager | 4 - 0 | Provincial Ranco          | Bernardino Luna          | 21 de julio | 15:30 |
| Deportes Tomé             | 0 - 4 | Comunal Cabrero           | Juan Rogelio Núñez       | 23 de julio | 15:30 |
| Buenos Aires              | 2 - 1 | República Ind. de Hualqui | Nelson Valenzuela Rojas  | 31 de julio | 19:15 |

| Colegio Quillón  | 2 - 1 | Buenos Aires              | Complejo Club Quillón   | 27 de julio | 12:00 |
| Nacimiento       | 0 - 2 | República Ind. de Hualqui | Municipal de Nacimiento | 27 de julio | 12:00 |
| Comunal Cabrero  | 1 - 2 | Chimbarongo F. C.         | Monte Águila            | 27 de julio | 15:00 |
| Tomás Greig      | 1 - 1 | Caupolicán                | Guillermo Saavedra      | 27 de julio | 16:00 |
| N. Lota Schwager | 1 - 0 | Corporación Lota Schwager | Bernardino Luna         | 27 de julio | 17:30 |
| Provincial Ranco | 2 - 0 | Deportes Tomé             | Carlos Vogel            | 28 de julio | 15:30 |

| Deportes Tomé             | 1 - 0 | N. Lota Schwager | Juan Rogelio Núñez       | 3 de agosto | 15:30 |
| Chimbarongo F. C.         | 1 - 1 | Provincial Ranco | Municipal de Chimbarongo | 3 de agosto | 15:30 |
| Corporación Lota Schwager | 1 - 0 | Colegio Quillón  | Bernardino Luna          | 4 de agosto | 15:30 |
| Caupolicán                | 3 - 3 | Comunal Cabrero  | Miguel Alarcón Osores    | 4 de agosto | 15:30 |
| República Ind. de Hualqui | 3 - 1 | Tomás Greig      | Municipal de Hualqui     | 4 de agosto | 15:30 |
| Buenos Aires              | 2 - 1 | Nacimiento       | Nelson Valenzuela Rojas  | 4 de agosto | 15:30 |

| Colegio Quillón           | 5 - 1 | Deportes Tomé             | Complejo Club Quillón  | 10 de agosto | 12:30 |
| N. Lota Schwager          | 0 - 1 | Chimbarongo F. C.         | Bernardino Luna        | 10 de agosto | 15:00 |
| Tomás Greig               | 2 - 1 | Nacimiento                | Nororiente de Rancagua | 10 de agosto | 16:00 |
| Comunal Cabrero           | 1 - 0 | República Ind. de Hualqui | Luis Figueroa Riquelme | 10 de agosto | 18:00 |
| Corporación Lota Schwager | 0 - 1 | Buenos Aires              | Bernardino Luna        | 11 de agosto | 15:00 |
| Provincial Ranco          | 1 - 2 | Caupolicán                | Centenario             | 11 de agosto | 15:30 |

| Chimbarongo F. C.         | 2 - 2 | Colegio Quillón           | Horizonte de Chimbarongo | 17 de agosto | 15:30 |
| Caupolicán                | 1 - 4 | N. Lota Schwager          | Miguel Alarcón Osores    | 17 de agosto | 15:30 |
| República Ind. de Hualqui | 2 - 1 | Provincial Ranco          | Municipal de Hualqui     | 17 de agosto | 15:30 |
| Nacimiento                | 2 - 4 | Comunal Cabrero           | Municipal de Nacimiento  | 17 de agosto | 15:30 |
| Deportes Tomé             | 1 - 0 | Corporación Lota Schwager | Juan Rogelio Núñez       | 17 de agosto | 15:30 |
| Buenos Aires              | 1 - 0 | Tomás Greig               | Nelson Valenzuela Rojas  | 18 de agosto | 16:00 |

## Fase II Ascenso

### Grupo 1
| Pos. | Equipo          | Pts. | PJ | G | E | P | GF | GC | Dif. |  |
| ---- | --------------- | ---- | -- | - | - | - | -- | -- | ---- |  |
| 1    | Escuela Macul   | 20   | 10 | 6 | 2 | 2 | 35 | 14 | +21  |  |
| 2    | Quintero Unido  | 19   | 10 | 6 | 1 | 3 | 24 | 14 | +10  |  |
| 3    | Municipal Lampa | 16   | 10 | 5 | 1 | 4 | 18 | 19 | −1   |  |
| 4    | Cultural Maipú  | 12   | 9  | 3 | 3 | 3 | 28 | 15 | +13  |  |
| 5    | CSD Ovalle      | 12   | 9  | 3 | 3 | 3 | 17 | 12 | +5   |  |
| 6    | CEFF Copiapó    | 3    | 10 | 1 | 0 | 9 | 9  | 57 | −48  |  |

 Fuente: ANFA
Notas:
1. 1 2  Resta de un partido jugado por suspensión.

     Acceden a la Fase III.
     Accede como mejor tercero a la Fase III.
     Se mantienen en la categoría.

### Resultados
- Los horarios corresponden al huso horario de Chile: UTC-4 en horario estándar y UTC-3 en horario de verano.

| Municipal Lampa | 1 - 4 | Escuela Macul  | Estrella Solitaria         | 24 de agosto | 16:00 |
| CSD Ovalle      | 0 - 1 | Quintero Unido | Estadio Diaguita           | 24 de agosto | 19:30 |
| CEFF Copiapó    | 1 - 9 | Cultural Maipú | Luis Valenzuela Hermosilla | 25 de agosto | 12:00 |

| Escuela Macul  | 3 - 4 | CSD Ovalle      | Complejo Deportivo Santa Julia N°2 | 31 de agosto    | 12:00 |
| Cultural Maipú | 2 - 2 | Quintero Unido  | Santiago Bueras                    | 31 de agosto    | 16:15 |
| CEFF Copiapó   | 4 - 1 | Municipal Lampa | Luis Valenzuela Hermosilla         | 1 de septiembre | 12:00 |

| Municipal Lampa | 0 - 4 | Cultural Maipú | Municipal de Lampa            | 7 de septiembre | 16:00 |
| Quintero Unido  | 0 - 1 | Escuela Macul  | Municipal Raúl Vargas Verdejo | 7 de septiembre | 19:00 |
| CSD Ovalle      | 1 - 0 | CEFF Copiapó   | Municipal de Monte Patria     | 8 de septiembre | 12:00 |

| Cultural Maipú  | 2 - 2 | Escuela Macul  | Santiago Bueras            | 14 de septiembre | 16:30 |
| CEFF Copiapó    | 0 - 1 | Quintero Unido | Luis Valenzuela Hermosilla | 15 de septiembre | 12:00 |
| Municipal Lampa | 1 - 0 | CSD Ovalle     | Estrella Solitaria         | 15 de septiembre | 17:00 |

| Quintero Unido | 2 - 0  | Municipal Lampa | Municipal Raúl Vargas Verdejo      | 28 de septiembre | 19:00 |
| CSD Ovalle     | 0 - 0  | Cultural Maipú  | Estadio Diaguita                   | 29 de septiembre | 15:00 |
| Escuela Macul  | 11 - 0 | CEFF Copiapó    | Complejo Deportivo Santa Julia N°2 | 29 de septiembre | 16:30 |

| Cultural Maipú | 7 - 2 | CEFF Copiapó     | Santiago Bueras                    | 5 de octubre | 17:00 |
| Quintero Unido | 2 - 1 | Municipal Ovalle | Municipal Raúl Vargas Verdejo      | 5 de octubre | 20:00 |
| Escuela Macul  | 1 - 2 | Municipal Lampa  | Complejo Deportivo Santa Julia N°2 | 6 de octubre | 16:30 |

| Municipal Lampa  | 4 - 0 | CEFF Copiapó   | Estrella Solitaria            | 12 de octubre | 18:00 |
| Quintero Unido   | 2 - 1 | Cultural Maipú | Municipal Raúl Vargas Verdejo | 12 de octubre | 20:30 |
| Municipal Ovalle | 2 - 2 | Escuela Macul  | Estadio Diaguita              | 13 de octubre | 12:00 |

| CEFF Copiapó   | 1 - 7 | CSD Ovalle      | ANFA Copiapó                       | 5 de noviembre  | 18:30 |
| Cultural Maipú | 1 - 2 | Municipal Lampa | Santiago Bueras                    | 7 de noviembre  | 16:00 |
| Escuela Macul  | 4 - 0 | Quintero Unido  | Complejo Deportivo Santa Julia N°2 | 10 de noviembre | 16:00 |

| Escuela Macul  | 4 - 2  | Cultural Maipú  | Complejo Deportivo Santa Julia N°2 | 2 de noviembre  | 16:00 |
| CSD Ovalle     | 2 - 2  | Municipal Lampa | Estadio Diaguita                   | 9 de noviembre  | 19:00 |
| Quintero Unido | 13 - 0 | CEFF Copiapó    | Municipal Raúl Vargas Verdejo      | 16 de noviembre | 21:30 |

| Municipal Lampa | 5 - 1 | Quintero Unido | Estrella Solitaria | 19 de noviembre | 18:00 |
| Cultural Maipú  | -     | CSD Ovalle     | Santiago Bueras    |                 |       |
| CEFF Copiapó    | 1 - 3 | Escuela Macul  | ANFA Copiapó       | 20 de noviembre | 12:00 |

### Grupo 2
| Pos. | Equipo               | Pts. | PJ | G | E | P | GF | GC | Dif. |  |
| ---- | -------------------- | ---- | -- | - | - | - | -- | -- | ---- |  |
| 1    | La Pintana Unida     | 20   | 10 | 6 | 2 | 2 | 17 | 11 | +6   |  |
| 2    | Rodelindo Román      | 19   | 10 | 6 | 1 | 3 | 20 | 10 | +10  |  |
| 3    | Tricolor Municipal   | 17   | 10 | 4 | 5 | 1 | 11 | 9  | +2   |  |
| 4    | Provincial Talagante | 16   | 10 | 4 | 4 | 2 | 11 | 7  | +4   |  |
| 5    | Deportivo La Granja  | 6    | 10 | 1 | 3 | 6 | 12 | 19 | −7   |  |
| 6    | Pumas FC             | 3    | 10 | 0 | 3 | 7 | 10 | 25 | −15  |  |

 Fuente: ANFA
     Acceden a la Fase III.
     Accede como mejor tercero a la Fase III.
     Se mantienen en la categoría.

### Resultados
- Los horarios corresponden al huso horario de Chile: UTC-4 en horario estándar y UTC-3 en horario de verano.

| Deportivo La Granja | 0 - 2 | Rodelindo Román      | San Gregorio                    | 23 de agosto | 21:00 |
| Tricolor Municipal  | 2 - 2 | Pumas                | Municipal de Paine              | 24 de agosto | 19:00 |
| La Pintana Unida    | 0 - 0 | Provincial Talagante | Cancha 3 Municipal San Bernardo | 25 de agosto | 15:30 |

| Provincial Talagante | 2 - 1 | Pumas               | Municipal de Talagante  | 1 de septiembre | 12:00 |
| Rodelindo Román      | 1 - 2 | Tricolor Municipal  | Modelo                  | 1 de septiembre | 15:00 |
| La Pintana Unida     | 4 - 3 | Deportivo La Granja | Municipal de La Pintana | 1 de septiembre | 15:30 |

| Pumas               | 2 - 2 | Rodelindo Román      | San Manuel         | 7 de septiembre | 20:00 |
| Tricolor Municipal  | 1 - 0 | La Pintana Unida     | El Cacique de Buin | 7 de septiembre | 20:30 |
| Deportivo La Granja | 0 - 0 | Provincial Talagante | San Gregorio       | 8 de septiembre | 20:15 |

| La Pintana Unida     | 3 - 1 | Pumas              | Municipal de La Pintana | 13 de septiembre | 19:00 |
| Deportivo La Granja  | 1 - 1 | Tricolor Municipal | San Gregorio            | 13 de septiembre | 21:00 |
| Provincial Talagante | 1 - 0 | Rodelindo Román    | Municipal de Talagante  | 14 de septiembre | 20:00 |

| Pumas              | 1 - 1 | Deportivo La Granja  | San Manuel            | 28 de septiembre | 18:00 |
| Tricolor Municipal | 0 - 0 | Provincial Talagante | El Cacique de Buin    | 28 de septiembre | 19:00 |
| Rodelindo Román    | 1 - 3 | La Pintana Unida     | Joaquín Edwards Bello | 29 de septiembre | 12:00 |

| Pumas                | 0 - 1 | Tricolor Municipal  | Víctor Brown           | 5 de octubre | 17:30 |
| Provincial Talagante | 0 - 1 | La Pintana Unida    | Municipal de Talagante | 5 de octubre | 20:00 |
| Rodelindo Román      | 2 - 1 | Deportivo La Granja | Joaquín Edwards Bello  | 6 de octubre | 12:00 |

| Tricolor Municipal  | 0 - 2 | Rodelindo Román      | Bernardo Larraín de Mallearauco | 12 de octubre | 21:00 |
| Pumas               | 0 - 1 | Provincial Talagante | San Manuel                      | 12 de octubre | 20:00 |
| Deportivo La Granja | 0 - 1 | La Pintana Unida     | San Gregorio                    | 11 de octubre | 21:00 |

| Rodelindo Román      | 4 - 1 | Pumas               | Cardenal José María Caro | 9 de noviembre | 16:00 |
| La Pintana Unida     | 1 - 1 | Tricolor Municipal  | Municipal de La Pintana  | 9 de noviembre | 16:00 |
| Provincial Talagante | 6 - 0 | Deportivo La Granja | Municipal de Talagante   | 9 de noviembre | 16:00 |

| Pumas              | 2 - 4 | La Pintana Unida     | Estadio Municipal de El Quisco | 1 de noviembre | 14:30 |
| Rodelindo Román    | 4 - 0 | Provincial Talagante | Cardenal José María Caro       | 2 de noviembre | 12:00 |
| Tricolor Municipal | 2 - 1 | Deportivo La Granja  | El Cacique de Buin             | 3 de noviembre | 16:00 |

| Deportivo La Granja  | 4 - 0 | Pumas              | San Gregorio               | 16 de noviembre | 12:00 |
| La Pintana Unida     | 0 - 2 | Rodelindo Román    | Triángulo de Villa Francia | 16 de noviembre | 16:30 |
| Provincial Talagante | 1 - 1 | Tricolor Municipal | Municipal Lucas Pacheco    | 16 de noviembre | 16:30 |

### Grupo 3
| Pos. | Equipo                             | Pts. | PJ | G | E | P | GF | GC | Dif. |  |
| ---- | ---------------------------------- | ---- | -- | - | - | - | -- | -- | ---- |  |
| 1    | Provincial Ranco                   | 18   | 10 | 5 | 3 | 2 | 16 | 11 | +5   |  |
| 2    | Lota Schwager                      | 16   | 10 | 4 | 4 | 2 | 11 | 9  | +2   |  |
| 3    | República Independiente de Hualqui | 15   | 10 | 4 | 3 | 3 | 18 | 14 | +4   |  |
| 4    | Corporación Lota                   | 13   | 10 | 3 | 4 | 3 | 13 | 8  | +5   |  |
| 5    | Chimbarongo FC                     | 12   | 10 | 3 | 3 | 4 | 10 | 12 | −2   |  |
| 6    | Comunal Cabrero                    | 6    | 10 | 1 | 3 | 6 | 7  | 19 | −12  |  |

 Fuente: ANFA
     Acceden a la Fase III.
     Accede como mejor tercero a la Fase III.
     Se mantienen en la categoría.

### Resultados
- Los horarios corresponden al huso horario de Chile: UTC-4 en horario estándar y UTC-3 en horario de verano.

| Chimbarongo FC   | 2 - 0 | República Ind. de Hualqui | Municipal de Nancagua | 24 de agosto | 15:30 |
| Provincial Ranco | 1 - 0 | Comunal Cabrero           | Centenario            | 24 de agosto | 17:00 |
| Corporación Lota | 0 - 0 | Lota Schwager             | Bernardino Luna       | 25 de agosto | 15:00 |

| Chimbarongo FC            | 1 - 1 | Corporación Lota | Municipal de Chimbarongo | 31 de agosto    | 15:30 |
| República Ind. de Hualqui | 1 - 3 | Comunal Cabrero  | Municipal de Hualqui     | 31 de agosto    | 15:30 |
| Lota Schwager             | 1 - 1 | Provincial Ranco | Bernardino Luna          | 1 de septiembre | 15:00 |

| Corporación Lota | 3 - 2 | República Ind. de Hualqui | José Oliva de Coronel  | 7 de septiembre | 15:30 |
| Comunal Cabrero  | 0 - 2 | Lota Schwager             | Luis Figueroa Riquelme | 7 de septiembre | 17:00 |
| Provincial Ranco | 3 - 0 | Chimbarongo FC            | Centenario             | 7 de septiembre | 17:00 |

| República Ind. de Hualqui | 2- 0  | Lota Schwager    | Municipal de Hualqui  | 14 de septiembre | 15:00 |
| Chimbarongo FC            | 1 - 1 | Comunal Cabrero  | Chile de Chimbarongo  | 14 de septiembre | 16:00 |
| Corporación Lota          | 1 - 0 | Provincial Ranco | José Oliva de Coronel | 15 de septiembre | 15:30 |

| Lota Schwager    | 1 - 0 | Chimbarongo FC            | Bernardino Luna        | 28 de septiembre | 16:00 |
| Comunal Cabrero  | 1 - 1 | Corporación Lota          | Luis Figueroa Riquelme | 28 de septiembre | 17:30 |
| Provincial Ranco | 2 - 2 | República Ind. de Hualqui | Centenario             | 28 de septiembre | 18:00 |

| Comunal Cabrero           | 1 - 2 | Provincial Ranco | Luis Figueroa Riquelme | 5 de octubre | 12:00 |
| República Ind. de Hualqui | 1 - 1 | Chimbarongo FC   | Municipal de Hualqui   | 5 de octubre | 17:00 |
| Lota Schwager             | 1 - 0 | Corporación Lota | Bernardino Luna        | 6 de octubre | 17:00 |

| Comunal Cabrero  | 0 - 3 | República Ind. de Hualqui | Luis Figueroa Riquelme | 12 de octubre | 17:30 |
| Corporación Lota | 0 - 1 | Chimbarongo FC            | José Oliva de Coronel  | 13 de octubre | 15:00 |
| Provincial Ranco | 3 - 1 | Lota Schwager             | Carlos Vogel           | 13 de octubre | 15:30 |

| República Ind. de Hualqui | 2 - 0 | Corporación Lota | Municipal de Hualqui     | 19 de octubre | 15:30 |
| Chimbarongo FC            | 2 - 3 | Provincial Ranco | Municipal de Chimbarongo | 19 de octubre | 17:00 |
| Lota Schwager             | 1 - 1 | Comunal Cabrero  | Bernardino Luna          | 29 de octubre | 12:00 |

| Lota Schwager    | 2 - 2 | República Ind. de Hualqui | Bernardino Luna        | 2 de noviembre | 15:00 |
| Comunal Cabrero  | 0 - 2 | Chimbarongo FC            | Luis Figueroa Riquelme | 2 de noviembre | 15:00 |
| Provincial Ranco | 0 - 0 | Corporación Lota          | Carlos Vogel           | 2 de noviembre | 15:00 |

| Chimbarongo FC            | 0 - 2 | Lota Schwager    | Chile de Chimbarongo       | 9 de noviembre | 15:00 |
| Corporación Lota          | 7 - 0 | Comunal Cabrero  | Sergio Sandoval de Coronel | 9 de noviembre | 15:00 |
| República Ind. de Hualqui | 3 - 1 | Provincial Ranco | Municipal de Chiguayante   | 9 de noviembre | 15:00 |

## Fase II Permanencia (Descenso)

### Grupo 1
| Pos. | Equipo           | Pts. | PJ | G | E | P | GF | GC | Dif. |  |
| ---- | ---------------- | ---- | -- | - | - | - | -- | -- | ---- |  |
| 1    | CDSC Aguará      | 23   | 10 | 7 | 2 | 1 | 21 | 10 | +11  |  |
| 2    | Unión Casablanca | 15   | 10 | 5 | 0 | 5 | 18 | 17 | +1   |  |
| 3    | EFC Conchalí     | 14   | 10 | 4 | 2 | 4 | 22 | 14 | +8   |  |
| 4    | Curacaví FC      | 14   | 10 | 4 | 2 | 4 | 19 | 22 | −3   |  |
| 5    | Bellavista       | 12   | 10 | 4 | 0 | 6 | 20 | 26 | −6   |  |
| 6    | Maipú Unidos     | 9    | 10 | 3 | 0 | 7 | 13 | 24 | −11  |  |

 Fuente: ANFA
     Desafiliado por una temporada.
     Se mantienen en la categoría.
|               |
| Maipú Unidos  |
| Decrecimiento |

### Resultados
- Los horarios corresponden al huso horario de Chile: UTC-4 en horario estándar y UTC-3 en horario de verano.

| CDSC Aguará  | 1 - 1 | Curacaví FC      | Talinay         | 24 de agosto | 19:30 |
| Maipú Unidos | 3 - 1 | Unión Casablanca | Santiago Bueras | 25 de agosto | 12:00 |
| Bellavista   | 0 - 2 | EFC Conchalí     | Good Year       | 25 de agosto | 15:00 |

| Unión Casablanca | 0 - 1 | CDSC Aguará  | Arturo Echazarreta | 30 de agosto    | 20:00 |
| EFC Conchalí     | 2 - 2 | Curacaví FC  | Complejo Conchalí  | 30 de agosto    | 21:00 |
| Bellavista       | 1 - 2 | Maipú Unidos | Good Year          | 1 de septiembre | 16:00 |

| Maipú Unidos | 3 - 1 | EFC Conchalí     | Santiago Bueras     | 7 de septiembre | 13:45 |
| Curacaví FC  | 1 - 0 | Unión Casablanca | Cancha Santa Blanca | 7 de septiembre | 16:30 |
| CDSC Aguará  | 0 - 2 | Bellavista       | Talinay             | 8 de septiembre | 19:00 |

| EFC Conchalí | 2 - 3 | Unión Casablanca | Complejo Conchalí | 13 de septiembre | 21:30 |
| Bellavista   | 1 - 2 | Curacaví FC      | Good Year         | 15 de septiembre | 15:00 |
| Maipú Unidos | 1 - 2 | CDSC Aguará      | Santiago Bueras   | 15 de septiembre | 15:00 |

| Unión Casablanca | 3 - 1 | Bellavista   | Arturo Echazarreta  | 27 de septiembre | 20:00 |
| Curacaví FC      | 2 - 0 | Maipú Unidos | Cancha Santa Blanca | 28 de septiembre | 18:30 |
| CDSC Aguará      | 0 - 0 | EFC Conchalí | Talinay             | 29 de septiembre | 12:00 |

| Unión Casablanca | 3 - 1 | Maipú Unidos | Arturo Echazarreta  | 4 de octubre | 20:00 |
| EFC Conchalí     | 7 - 0 | Bellavista   | Complejo Conchalí   | 4 de octubre | 21:30 |
| Curacaví FC      | 0 - 3 | CDSC Aguará  | Cancha Santa Blanca | 5 de octubre | 17:30 |

| CDSC Aguará  | 3 - 2 | Unión Casablanca | Talinay             | 11 de octubre | 20:30 |
| Curacaví FC  | 0 - 3 | EFC Conchalí     | Cancha Santa Blanca | 12 de octubre | 18:00 |
| Maipú Unidos | 1 - 3 | Bellavista       | Santiago Bueras     | 13 de octubre | 16:00 |

| Unión Casablanca | 3 - 1 | Curacaví FC  | Arturo Echazarreta | 18 de octubre | 20:30 |
| EFC Conchalí     | 3 - 1 | Maipú Unidos | Complejo Conchalí  | 18 de octubre | 21:30 |
| Bellavista       | 2 - 4 | CDSC Aguará  | Good Year          | 30 de octubre | 17:30 |

| Unión Casablanca | 3 - 1 | EFC Conchalí | Arturo Echazarreta  | 1 de noviembre | 17:00 |
| CDSC Aguará      | 5 - 1 | Maipú Unidos | Talinay             | 3 de noviembre | 12:00 |
| Curacaví FC      | 5 - 7 | Bellavista   | Cancha Santa Blanca | 6 de noviembre | 10:00 |

| EFC Conchalí | 1 - 2 | CDSC Aguará      | Complejo Conchalí | 17 de noviembre | 11:00 |
| Bellavista   | 3 - 0 | Unión Casablanca | Good Year         | 17 de noviembre | 16:00 |
| Maipú Unidos | 2 - 5 | Curacaví FC      | Santiago Bueras   | 17 de noviembre | 16:00 |

### Grupo 2
| Pos. | Equipo             | Pts. | PJ | G | E | P | GF | GC | Dif. |  |
| ---- | ------------------ | ---- | -- | - | - | - | -- | -- | ---- |  |
| 1    | Gasparín FC        | 23   | 10 | 7 | 2 | 1 | 19 | 8  | +11  |  |
| 2    | Brisas del Maipo   | 22   | 10 | 7 | 1 | 2 | 28 | 12 | +16  |  |
| 3    | Pudahuel Barrancas | 17   | 10 | 5 | 2 | 3 | 22 | 16 | +6   |  |
| 4    | Gol y Gol          | 8    | 10 | 2 | 2 | 6 | 19 | 29 | −10  |  |
| 5    | Deportes Pirque    | 8    | 10 | 2 | 2 | 6 | 16 | 27 | −11  |  |
| 6    | San Bernardo Unido | 6    | 10 | 1 | 3 | 6 | 6  | 18 | −12  |  |

 Fuente: ANFA
     Desafiliado por una temporada.
     Se mantienen en la categoría.
|                    |
| San Bernardo Unido |
| Decrecimiento      |

### Resultados
- Los horarios corresponden al huso horario de Chile: UTC-4 en horario estándar y UTC-3 en horario de verano.

| San Bernardo Unido | 1 - 1 | Pudahuel Barrancas | Cancha 3 Municipal San Bernardo | 24 de agosto | 20:00 |
| Deportes Pirque    | 1 - 3 | Gasparín FC        | Municipal de Pirque             | 25 de agosto | 15:00 |
| Brisas del Maipo   | 4 - 2 | Gol y Gol          | Villa Robert Kennedy            | 25 de agosto | 15:00 |

| Pudahuel Barrancas | 0 - 0 | Brisas del Maipo   | Modelo              | 31 de agosto    | 19:00 |
| Gasparín FC        | 2 - 0 | Gol y Gol          | Lo Blanco           | 1 de septiembre | 12:00 |
| Deportes Pirque    | 0 - 0 | San Bernardo Unido | Municipal de Pirque | 1 de septiembre | 14:00 |

| Gol y Gol          | 0 - 1 | Pudahuel Barrancas | Municipal de Pedro Aguirre Cerda | 7 de septiembre | 15:30 |
| Brisas del Maipo   | 4 - 1 | Deportes Pirque    | Villa Robert Kennedy             | 8 de septiembre | 13:00 |
| San Bernardo Unido | 0 - 2 | Gasparín FC        | Municipal de Pirque              | 8 de septiembre | 18:30 |

| San Bernardo Unido | 0 - 2 | Brisas del Maipo   | Cancha 3 Municipal San Bernardo | 14 de septiembre | 20:00 |
| Gasparín FC        | 3 - 2 | Pudahuel Barrancas | Lo Blanco                       | 15 de septiembre | 12:00 |
| Deportes Pirque    | 2 - 6 | Gol y Gol          | Municipal de Pirque             | 15 de septiembre | 15:00 |

| Gol y Gol          | 1 - 2 | San Bernardo Unido | Municipal de Pedro Aguirre Cerda | 28 de septiembre | 15:30 |
| Pudahuel Barrancas | 4 - 3 | Deportes Pirque    | Modelo                           | 28 de septiembre | 20:00 |
| Brisas del Maipo   | 2 - 0 | Gasparín FC        | Villa Robert Kennedy             | 29 de septiembre | 11:00 |

| Gol y Gol          | 3 - 9 | Brisas del Maipo   | Municipal de Pedro Aguirre Cerda | 3 de octubre | 11:00 |
| Pudahuel Barrancas | 3 - 0 | San Bernardo Unido | Modelo                           | 5 de octubre | 20:00 |
| Gasparín FC        | 0 - 0 | Deportes Pirque    | Lo Blanco                        | 6 de octubre | 12:00 |

| Gol y Gol          | 1 - 1 | Gasparín FC        | Municipal de Pedro Aguirre Cerda | 12 de octubre | 15:30 |
| Brisas del Maipo   | 2 - 1 | Pudahuel Barrancas | Villa Robert Kennedy             | 13 de octubre | 13:00 |
| San Bernardo Unido | 1 - 2 | Deportes Pirque    | Cancha 3 Municipal San Bernardo  | 13 de octubre | 16:00 |

| Deportes Pirque    | 2 - 1 | Brisas del Maipo   | Municipal de Pirque | 18 de octubre  | 19:30 |
| Gasparín FC        | 3 - 0 | San Bernardo Unido | Lo Blanco           | 30 de octubre  | 11:00 |
| Pudahuel Barrancas | 5 - 1 | Gol y Gol          | Modelo              | 6 de noviembre | 18:30 |

| Gol y Gol          | 4 - 2 | Deportes Pirque    | Municipal de Pedro Aguirre Cerda | 1 de noviembre | 12:00 |
| Pudahuel Barrancas | 1 - 3 | Gasparín FC        | Modelo                           | 2 de noviembre | 17:00 |
| Brisas del Maipo   | 3 - 1 | San Bernardo Unido | Villa Robert Kennedy             | 3 de noviembre | 13:30 |

| San Bernardo Unido | 1 - 1 | Gol y Gol          | Cancha 3 Municipal San Bernardo | 9 de noviembre  | 16:00 |
| Gasparín FC        | 2 - 1 | Brisas del Maipo   | Lo Blanco                       | 10 de noviembre | 12:00 |
| Deportes Pirque    | 3 - 4 | Pudahuel Barrancas | Municipal de Pirque             | 10 de noviembre | 16:00 |

### Grupo 3
| Pos. | Equipo          | Pts. | PJ | G | E | P | GF | GC | Dif. |  |
| ---- | --------------- | ---- | -- | - | - | - | -- | -- | ---- |  |
| 1    | Nacimiento      | 18   | 10 | 5 | 3 | 2 | 22 | 14 | +8   |  |
| 2    | Buenos Aires    | 18   | 10 | 4 | 6 | 0 | 18 | 12 | +6   |  |
| 3    | Colegio Quillón | 15   | 10 | 5 | 0 | 5 | 25 | 20 | +5   |  |
| 4    | Caupolicán      | 13   | 10 | 3 | 4 | 3 | 19 | 22 | −3   |  |
| 5    | Deportes Tomé   | 10   | 10 | 3 | 1 | 6 | 13 | 22 | −9   |  |
| 6    | Tomás Greig     | 8    | 10 | 2 | 2 | 6 | 15 | 22 | −7   |  |

 Fuente: ANFA
     Desafiliado por una temporada.
     Se mantienen en la categoría.
|               |
| Tómas Greig   |
| Decrecimiento |

### Resultados
- Los horarios corresponden al huso horario de Chile: UTC-4 en horario estándar y UTC-3 en horario de verano.

| Nacimiento    | 3 - 5 | Colegio Quillón | Municipal de Nacimiento | 24 de agosto | 15:30 |
| Deportes Tomé | 1 - 2 | Buenos Aires    | Juan Rogelio Núñez      | 24 de agosto | 15:30 |
| Tomás Greig   | 2 - 2 | Caupolicán      | Nororiente de Rancagua  | 24 de agosto | 16:00 |

| Caupolicán      | 2 - 2 | Buenos Aires  | Miguel Alarcón Osores  | 31 de agosto | 16:00 |
| Colegio Quillón | 4 - 1 | Deportes Tomé | Complejo Club Quillón  | 31 de agosto | 16:00 |
| Tomás Greig     | 0 - 2 | Nacimiento    | Nororiente de Rancagua | 31 de agosto | 16:00 |

| Nacimiento    | 0 - 0 | Caupolicán      | Municipal de Nacimiento | 7 de septiembre | 15:30 |
| Deportes Tomé | 2 - 1 | Tomás Greig     | Juan Rogelio Núñez      | 7 de septiembre | 15:30 |
| Buenos Aires  | 2 - 1 | Colegio Quillón | Nelson Valenzuela Rojas | 8 de septiembre | 17:00 |

| Nacimiento  | 5 - 0 | Deportes Tomé   | Municipal de Nacimiento | 14 de septiembre | 12:00 |
| Caupolicán  | 2 - 4 | Colegio Quillón | Miguel Alarcón Osores   | 14 de septiembre | 16:30 |
| Tomás Greig | 1 - 1 | Buenos Aires    | Guillermo Saavedra      | 15 de septiembre | 12:00 |

| Deportes Tomé   | 1 - 2 | Caupolicán  | Juan Rogelio Núñez      | 28 de septiembre | 11:00 |
| Colegio Quillón | 2 - 1 | Tomás Greig | Complejo Club Quillón   | 28 de septiembre | 12:00 |
| Buenos Aires    | 2 - 2 | Nacimiento  | Nelson Valenzuela Rojas | 29 de septiembre | 17:00 |

| Colegio Quillón | 1 - 2 | Nacimiento    | Complejo Club Quillón   | 5 de octubre | 12:00 |
| Caupolicán      | 3 - 1 | Tomás Greig   | Miguel Alarcón Osores   | 5 de octubre | 17:00 |
| Buenos Aires    | 0 - 0 | Deportes Tomé | Nelson Valenzuela Rojas | 6 de octubre | 17:00 |

| Buenos Aires  | 3 - 3 | Caupolicán      | Nelson Valenzuela Rojas | 13 de octubre | 17:00 |
| Deportes Tomé | 2 - 1 | Colegio Quillón | Juan Rogelio Núñez      | 12 de octubre | 13:00 |
| Nacimiento    | 3 - 1 | Tomás Greig     | Municipal de Nacimiento | 12 de octubre | 17:00 |

| Colegio Quillón | 0 - 1 | Buenos Aires  | Complejo Club Quillón  | 18 de octubre | 17:30 |
| Caupolicán      | 2 - 1 | Nacimiento    | Miguel Alarcón Osores  | 19 de octubre | 17:00 |
| Tomás Greig     | 2 - 0 | Deportes Tomé | Nororiente de Rancagua | 19 de octubre | 12:00 |

| Colegio Quillón | 4 - 1 | Caupolicán  | Complejo Club Quillón   | 31 de octubre  | 12:00 |
| Buenos Aires    | 4 - 1 | Tomás Greig | Nelson Valenzuela Rojas | 3 de noviembre | 17:30 |
| Deportes Tomé   | 2 - 3 | Nacimiento  | Juan Rogelio Núñez      | 6 de noviembre | 12:00 |

| Nacimiento  | 1 - 1 | Buenos Aires    | Municipal de Nacimiento | 9 de noviembre | 12:00 |
| Caupolicán  | 2 - 4 | Deportes Tomé   | Miguel Alarcón Osores   | 9 de noviembre | 16:00 |
| Tomás Greig | 5 - 3 | Colegio Quillón | Nororiente de Rancagua  | 9 de noviembre | 16:00 |

## Fase III
Los 8 equipos clasificados se emparejan en 4 llaves, desde la fase de cuartos de final. Los 2 equipos que lleguen a la final (sin importar quien será el campeón en esa instancia), ascenderán automáticamente a la Tercera División A 2020.
|  | Cuartos de final      | Cuartos de final | Cuartos de final |    |                  | Semifinales | Semifinales | Semifinales |  |  | Final                                   | Final | Final |
|  |                       |                  |                  |    |                  |             |             |             |  |  | Ascendidos a la Tercera División A 2020 |       |       |
|  |                       |                  |                  |    |                  |             |             |             |  |  |                                         |       |       |
|  | Escuela de Macul      | 3                | 1                |    |                  |             |             |             |  |  |                                         |       |       |
|  | Municipal Lampa       | 3                | 2                |    |                  |             |             |             |  |  |                                         |       |       |
|  | Municipal Lampa       | 3                | 2                |    | Municipal Lampa  | 0           | 0           |             |  |  |                                         |       |       |
|  |                       |                  |                  |    | Municipal Lampa  | 0           | 0           |             |  |  |                                         |       |       |
|  |                       | La Pintana Unida | 5                | 12 |                  |             |             |             |  |  |                                         |       |       |
|  | La Pintana Unida      | La Pintana Unida | 5                | 12 | 2                | 5           |             |             |  |  |                                         |       |       |
|  | La Pintana Unida      |                  |                  |    | 2                | 5           |             |             |  |  |                                         |       |       |
|  | Tricolor Municipal    | 2                | 3                |    |                  |             |             |             |  |  |                                         |       |       |
|  |                       |                  |                  |    |                  |             |             |             |  |  | La Pintana Unida                        | 1     | 1     |
|  |                       |                  | Rodelindo Román  | 2  | 1                |             |             |             |  |  |                                         |       |       |
|  | Provincial Ranco (p.) | 2                | 0 (4)            |    |                  |             |             |             |  |  |                                         |       |       |
|  | Lota Schwager         | 2                | 0 (2)            |    |                  |             |             |             |  |  |                                         |       |       |
|  | Lota Schwager         | 2                | 0 (2)            |    | Provincial Ranco | 1           | 3           |             |  |  |                                         |       |       |
|  |                       |                  |                  |    | Provincial Ranco | 1           | 3           |             |  |  |                                         |       |       |
|  |                       | Rodelindo Román  | 3                | 3  |                  |             |             |             |  |  |                                         |       |       |
|  | Quintero Unido        | Rodelindo Román  | 3                | 3  | 1                | 2           |             |             |  |  |                                         |       |       |
|  | Quintero Unido        |                  |                  |    | 1                | 2           |             |             |  |  |                                         |       |       |
|  | Rodelindo Román       | 3                | 2                |    |                  |             |             |             |  |  |                                         |       |       |

## Campeón
|                 |
| Rodelindo Román |

## Equipos Ascendidos
|                 |                  |
| Rodelindo Román | La Pintana Unida |
| Crecimiento     | Crecimiento      |

## Promoción
A esta instancia llegan los 2 peores equipos de la fase regular de la Tercera División A 2019, los 2 perdedores de las semifinales de la Tercera División B 2019 y los 4 perdedores de los cuartos de final de la Tercera División B 2019, quienes conformarán 4 llaves en partidos de ida y vuelta.
| Equipos            | Vía de Clasificación         |
| ------------------ | ---------------------------- |
| Unión Compañías    | 14.º de Tercera División A   |
| Ferroviarios       | 15.º de Tercera División A   |
| Municipal Lampa    | Perdedor de Semifinales      |
| Provincial Ranco   | Perdedor de Semifinales      |
| Tricolor Municipal | Perdedor de cuartos de final |
| Quintero Unido     | Perdedor de cuartos de final |
| Lota Schwager      | Perdedor de cuartos de final |
| Escuela Macul      | Perdedor de cuartos de final |

|               |                 |
| Ferroviarios  | Unión Compañías |
| Decrecimiento | Decrecimiento   |

|                  |                  |
| Provincial Ranco | Escuela de Macul |
| Crecimiento      | Crecimiento      |

|                |               |
| Quintero Unido | Lota Schwager |
| Crecimiento    | Crecimiento   |

## Goleadores
| Jugador     | Equipo          | Anotado |
| ----------- | --------------- | ------- |
| Yerko Muñoz | Municipal Lampa | 18      |
| Elvis Araya | CSD Ovalle      | 18      |

## Entrenadores
|  |  |  |  |  |  |